# Saint-Jean-de-Védas
Pour les articles homonymes, voir Saint-Jean.
Saint-Jean-de-Védas [sɛ̃ ʒɑ̃ də vedas] est une commune française située dans l'est du département de l'Hérault, en région Occitanie. Limitrophe de Montpellier, la commune fait partie de Montpellier Méditerranée Métropole.
Exposée à un climat méditerranéen, elle est drainée par la Mosson, le Rieucoulon. La commune possède un patrimoine naturel remarquable composé de trois zones naturelles d'intérêt écologique, faunistique et floristique.
Saint-Jean-de-Védas est une commune urbaine qui compte 13 300 habitants en 2022, après avoir connu une forte hausse de la population depuis 1962. Elle est dans l'agglomération de Montpellier et fait partie de l'aire d'attraction de Montpellier. Ses habitants sont appelés les Védasiens ou Védasiennes.
Son nom est Sant Joan de Vedats en occitan.

## Géographie

### Localisation
Située au sud-ouest de Montpellier, la commune est constituée d'un ensemble de collines de plus en plus pentues vers le sud-ouest et le massif de la Gardiole. Elle est traversée par le Rieucoulon le long de sa limite avec Montpellier, et par la rivière Mosson à l'ouest et au sud.

### Communes limitrophes
Les communes limitrophes sont Montpellier, Fabrègues, Juvignac, Lattes, Lavérune, Saussan et Villeneuve-lès-Maguelone.
| Juvignac (4.52 / 6,55 km) Lavérune (2.13 / 3,32 km) Pignan (5.23 / 7,20 km) | Celleneuve (Montpellier) (4.29 / 5,94 km) | Montpellier : La Martelle (3.02 / 4,02 km) Pas du Loup (2.44 / 3,86 km) Croix d’Argent Nord (2.91 / 3,09 km) |
| Saussan (4.21 / 5,50 km)                                                    | Saint-Jean-de-Védas                       | Croix d’Argent Sud (Montpellier) (2.89 / 3,80 km)                                                            |
| Fabrègues (4.78 / 5,11 km) Mireval (7.71 / 11,19 km)                        | Étang de Vic (7.48 / 13,32 km)            | Lattes (6.16 / 7,64 km) Maurin (4.31 / 6,40 km) Villeneuve-lès-Maguelone (5.55 / 7,34 km)                    |

### Géologie et relief
La superficie de la commune est de 1 289 hectares. L'altitude varie entre 4 et 65 mètres. La commune est classée en zone de sismicité 2, correspondant à une sismicité faible.

### Hydrographie
La commune est traversée par deux cours d'eau : la Mosson à l'ouest et au sud, qui marque sa frontière avec Lavérune, Saussan, Fabrègues et Villeneuve-lès-Maguelone, et le Rieucoulon à l'est qui marque sa frontière avec Montpellier.

### Patrimoine naturel
La commune inclut trois ZNIEFF :
- la ZNIEFF de la montagne de la Gardiole, 5 289 ha de prairies humides méditerranéennes à grandes herbes (habitat déterminant) réparties sur 10 communes[4],[5] ;
- la ZNIEFF des garrigues de la Lauze, 581 ha de terrains en friche et terrains vagues (habitat déterminant) partagés entre les communes de Fabrègues, Saint-Jean-de-Védas et Villeneuve-lès-Maguelone[6] ;
- la ZNIEFF de la vallée de la Mosson de Grabels à St-Jean-de-Védas, 114 ha de terrains en friche et terrains vagues (habitat déterminant) partagés entre les communes de Grabels, Juvignac, Lavérune, Montpellier et Saint-Jean-de-Védas[7].

### Voies de communication et transports

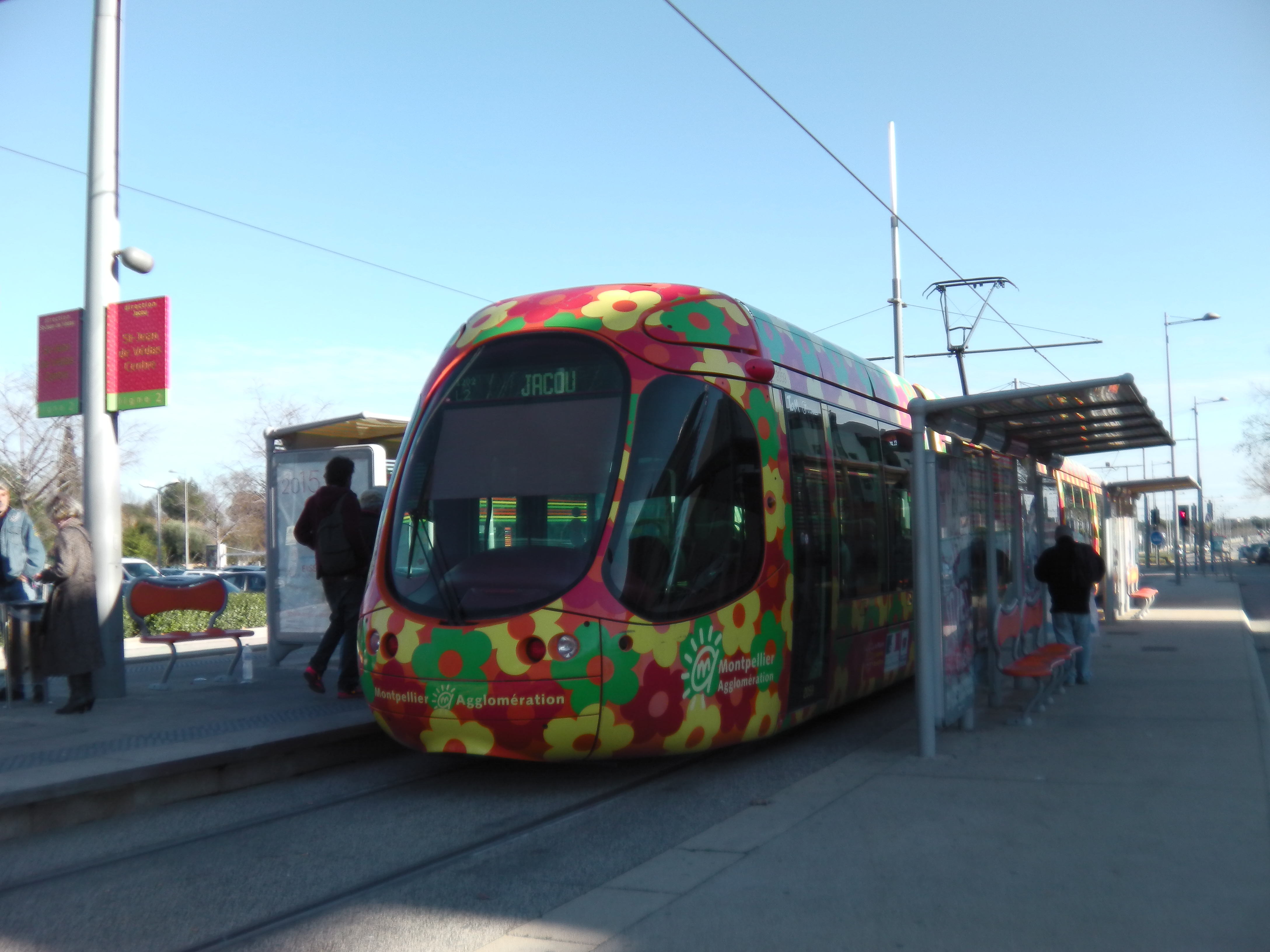
Le terminus du tramway à Saint-Jean-de-Védas (avenue de Librilla).

#### Voies routières
La confluence des anciennes routes nationales RN112 (Montpellier-Sète déclassée en RD612) et RN113 (Montpellier-Béziers déclassée en RD613) et la présence de la barrière de péage sur l'autoroute A9 font de la commune une des entrées principales de Montpellier. L'échangeur no 32 sur l'autoroute A9 (accessible par la RD132) met les grandes métropoles à proximité : Toulouse à 250 km, Marseille à 180 km, Lyon à 300 km et Barcelone à 350 km.

#### Transports en commun
Les transports en commun entre Saint-Jean-de-Védas et Montpellier étaient constitués de deux lignes de bus suburbaines, les lignes 20 et 26, jusqu'en 2006 et la mise en service de la ligne 2 du tramway dont Saint-Jean-de-Védas centre est le terminus. Dès lors, la ligne 20 des autobus de Montpellier se répartit en deux services pour desservir Saint-Jean d'un côté, Saint-Jean-le-Sec et la zone industrielle de « La Lauze » de l'autre. L'aéroport est à 15 minutes avec accès par l'autoroute.
La gare de voyageurs la plus proche à vol d'oiseau est celle de Villeneuve-lès-Maguelone mais la principale grande gare est la gare de Montpellier accessible via le tramway (25 min environ). La Gare de Montpellier-Sud-de-France est, quant à elle, accessible par l'autoroute en une quinzaine de minutes environ.

### Climat
Pour des articles plus généraux, voir Climat de l'Occitanie et Climat de l'Hérault.
En 2010, le climat de la commune est de type climat méditerranéen franc, selon une étude s'appuyant sur une série de données couvrant la période 1971-2000. En 2020, Météo-France publie une typologie des climats de la France métropolitaine dans laquelle la commune est exposée à un climat méditerranéen et est dans la région climatique Provence, Languedoc-Roussillon, caractérisée par une pluviométrie faible en été, un très bon ensoleillement (2 600 h/an), un été chaud (21,5 °C), un air très sec en été, sec en toutes saisons, des vents forts (fréquence de 40 à 50 % de vents > 5 m/s) et peu de brouillards.
Pour la période 1971-2000, la température annuelle moyenne est de 14,4 °C, avec une amplitude thermique annuelle de 16,3 °C. Le cumul annuel moyen de précipitations est de 657 mm, avec 5,8 jours de précipitations en janvier et 2,7 jours en juillet. Pour la période 1991-2020, la température moyenne annuelle observée sur la station météorologique la plus proche, située sur la commune de Villeneuve-lès-Maguelone à 6 km à vol d'oiseau, est de 15,4 °C et le cumul annuel moyen de précipitations est de 591,6 mm,. Pour l'avenir, les paramètres climatiques de la commune estimés pour 2050 selon différents scénarios d'émission de gaz à effet de serre sont consultables sur un site dédié publié par Météo-France en novembre 2022.

## Urbanisme

### Typologie
Au 1er janvier 2024, Saint-Jean-de-Védas est catégorisée grand centre urbain, selon la nouvelle grille communale de densité à sept niveaux définie par l'Insee en 2022.
Elle appartient à l'unité urbaine de Montpellier, une agglomération intra-départementale regroupant 22  communes, dont elle est une commune de la banlieue,,. Par ailleurs la commune fait partie de l'aire d'attraction de Montpellier, dont elle est une commune du pôle principal,. Cette aire, qui regroupe 161 communes, est catégorisée dans les aires de 700 000 habitants ou plus (hors Paris),.

### Occupation des sols
L'occupation des sols de la commune, telle qu'elle ressort de la base de données européenne d’occupation biophysique des sols Corine Land Cover (CLC), est marquée par l'importance des territoires artificialisés (51,4 % en 2018), en augmentation par rapport à 1990 (33,9 %). La répartition détaillée en 2018 est la suivante :
zones urbanisées (30,2 %), zones agricoles hétérogènes (26,5 %), zones industrielles ou commerciales et réseaux de communication (21,2 %), milieux à végétation arbustive et/ou herbacée (18,5 %), prairies (1,9 %), forêts (1,3 %), terres arables (0,5 %). L'évolution de l’occupation des sols de la commune et de ses infrastructures peut être observée sur les différentes représentations cartographiques du territoire : la carte de Cassini (XVIIIe siècle), la carte d'état-major (1820-1866) et les cartes ou photos aériennes de l'IGN pour la période actuelle (1950 à aujourd'hui).

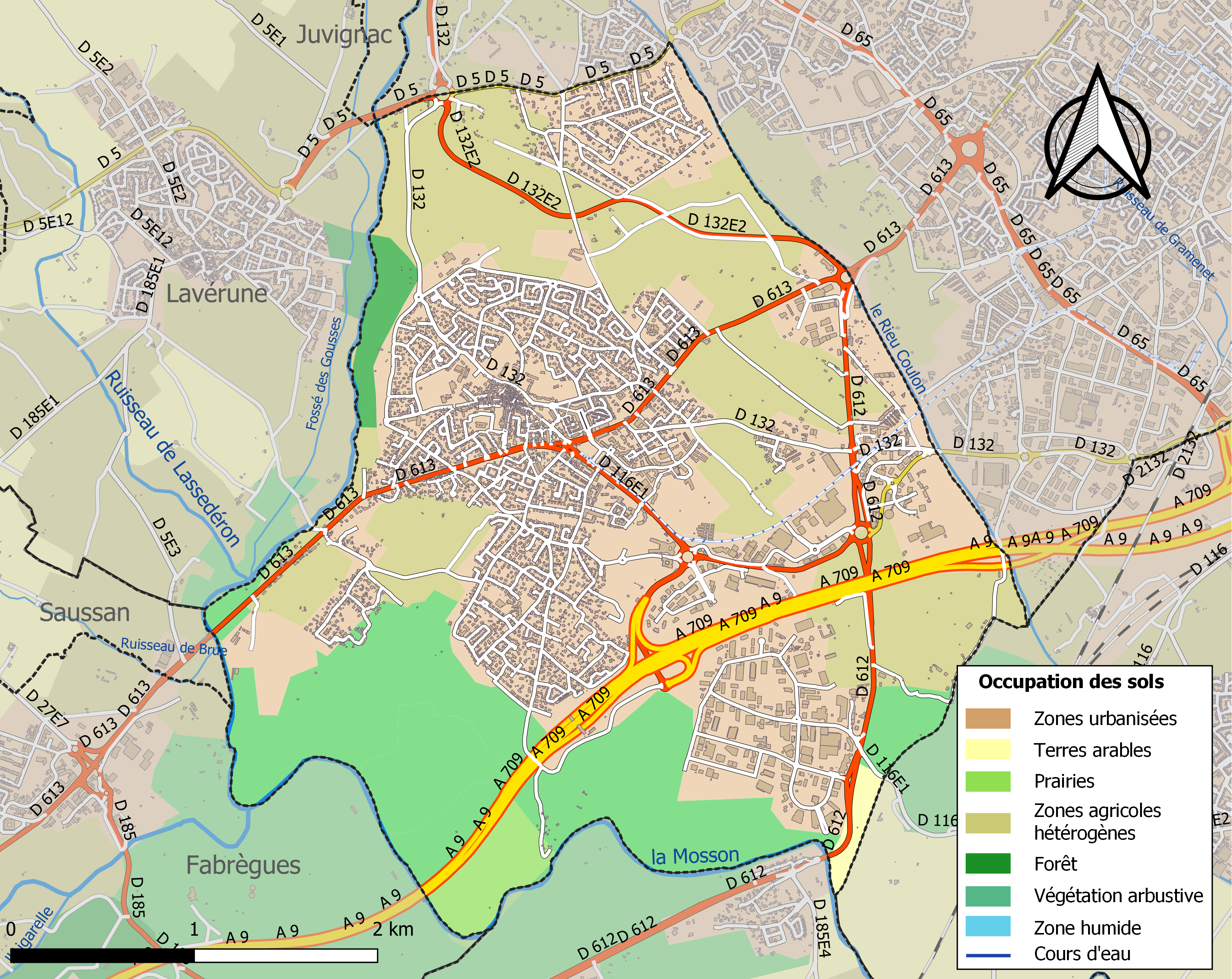
Carte des infrastructures et de l'occupation des sols de la commune en 2018 (CLC).

### Morphologie urbaine
La zone urbanisée comprend :
- le vieux village au nord de l'ex RN 113 ;
- des extensions et de nouveaux lotissements qui ceinturent le vieux village au nord et à l'est (l'Ortet, Lou Planas, La Fermaude, Le Terral et Les Près et La Marquerose) ;
- au sud de l'ex RN 113 et au nord de l'A9, les quartiers de villas de Saint-Jean-le-Sec, les Roudères et Sigaliès ;
- de part et d'autre de l'avenue de Librilla, le nouveau quartier de Roque-Fraïsse.

Plus près de Montpellier, sur la route de Sète, à l'est de l'échangeur autoroutier, se trouvent plusieurs zones commerciales et industrielles :
- les zones commerciales « La Condamine » et « La Peyrière » sont centrées sur un hypermarché Carrefour, Leroy Merlin et Décathlon ;
- la zone d'activité du « Mas de Grille » où le journal Midi libre a installé son siège social et ses imprimeries ;
- la zone industrielle de « La Lauze » et la zone d'activité Marcel Dassault sont installées au sud de l'autoroute A9, sur d'anciennes garrigues.

Les zones non urbanisées représentent la majorité de la superficie communale (60 %) dont :
- zones naturelles et de garrigues protégées (258 hectares) ;
- berges protégés des cours d'eau de « la Mosson » et du « Rieucoulon » (82 hectares) ;
- la commune possède encore quelques hectares de zones agricoles exploitées (197 hectares).

Galerie de la morphologie urbaine :
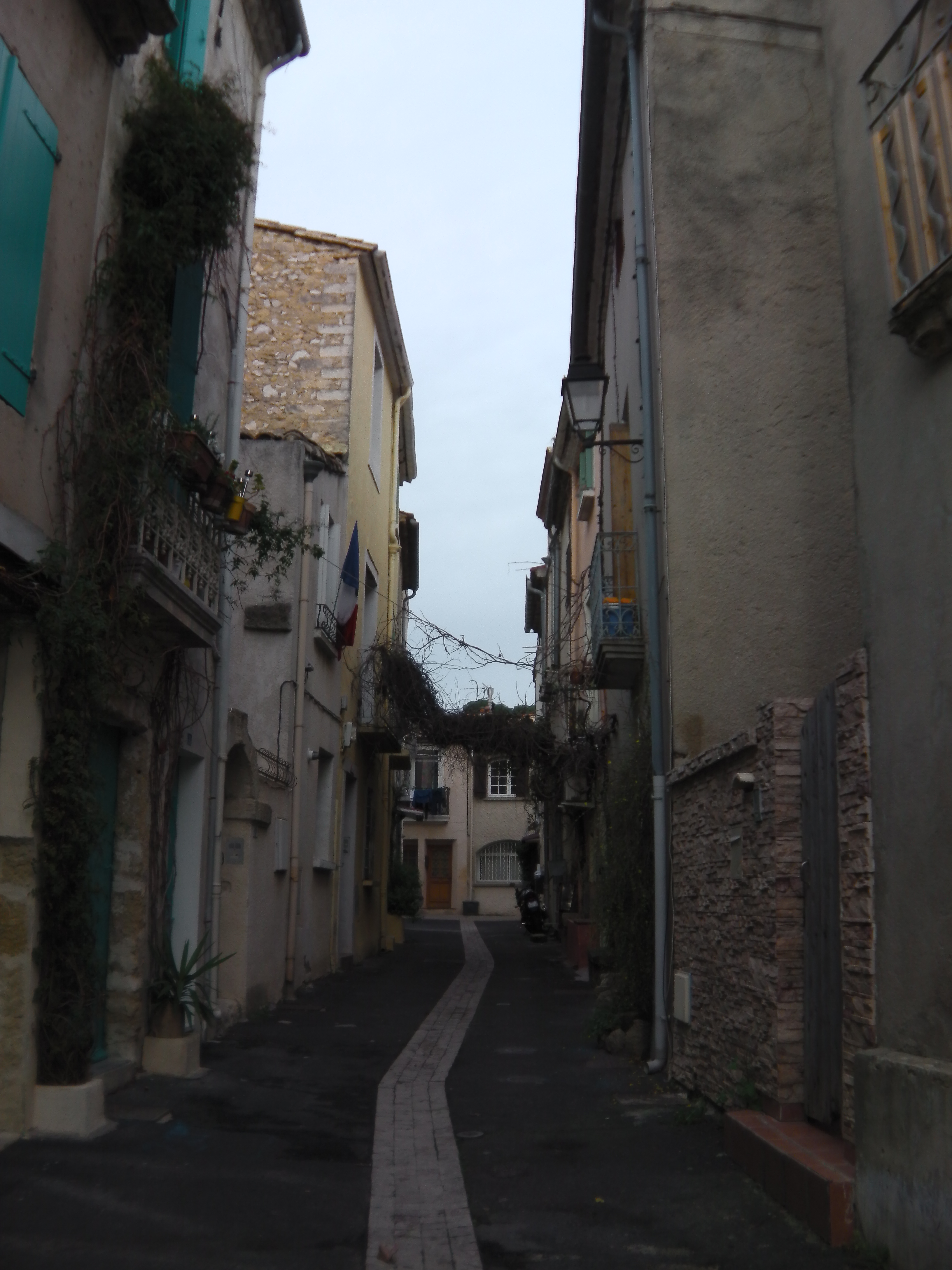
La rue de la Treille dans le vieux village.
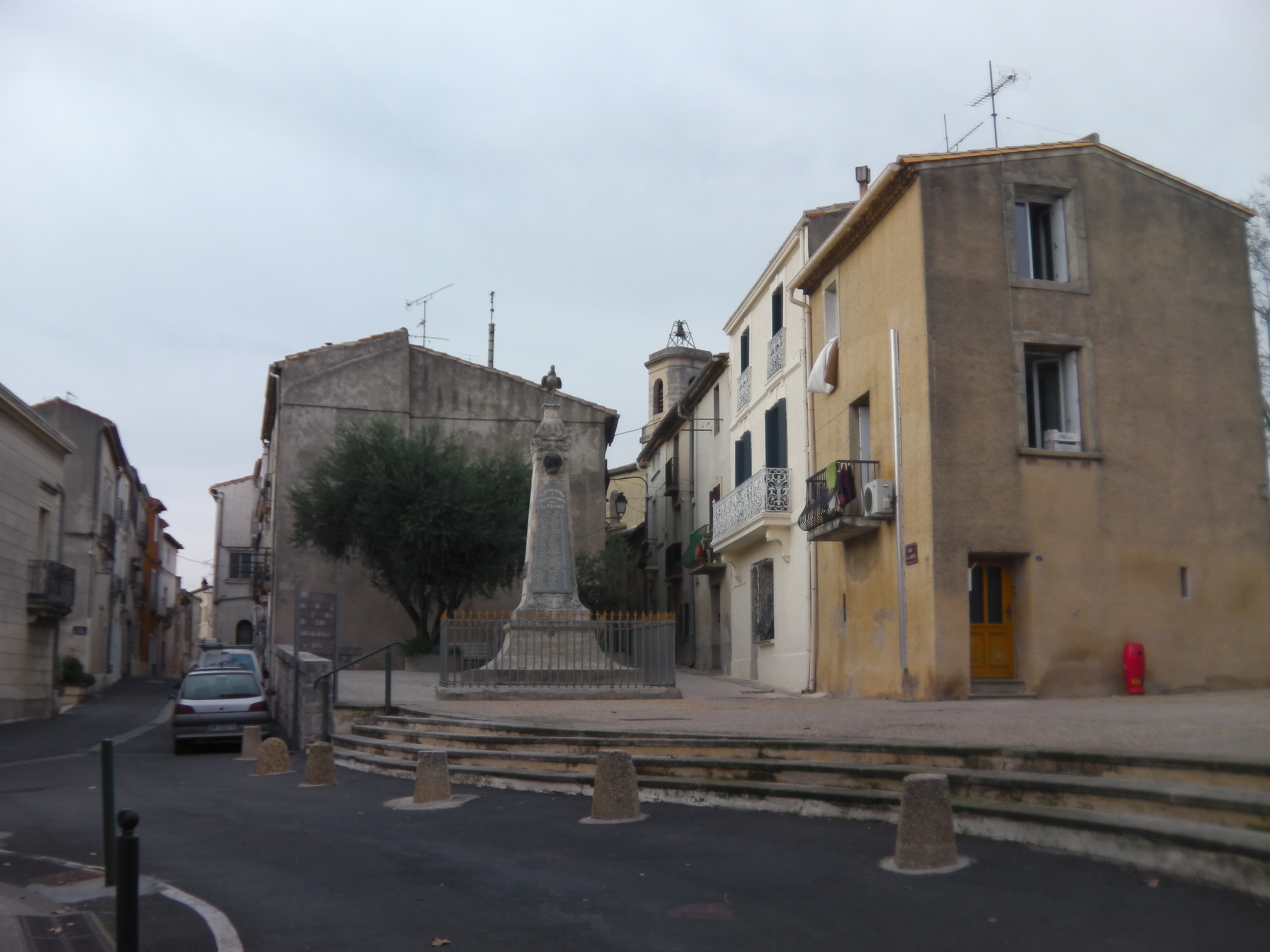
La place de la Liberté dans le vieux village.
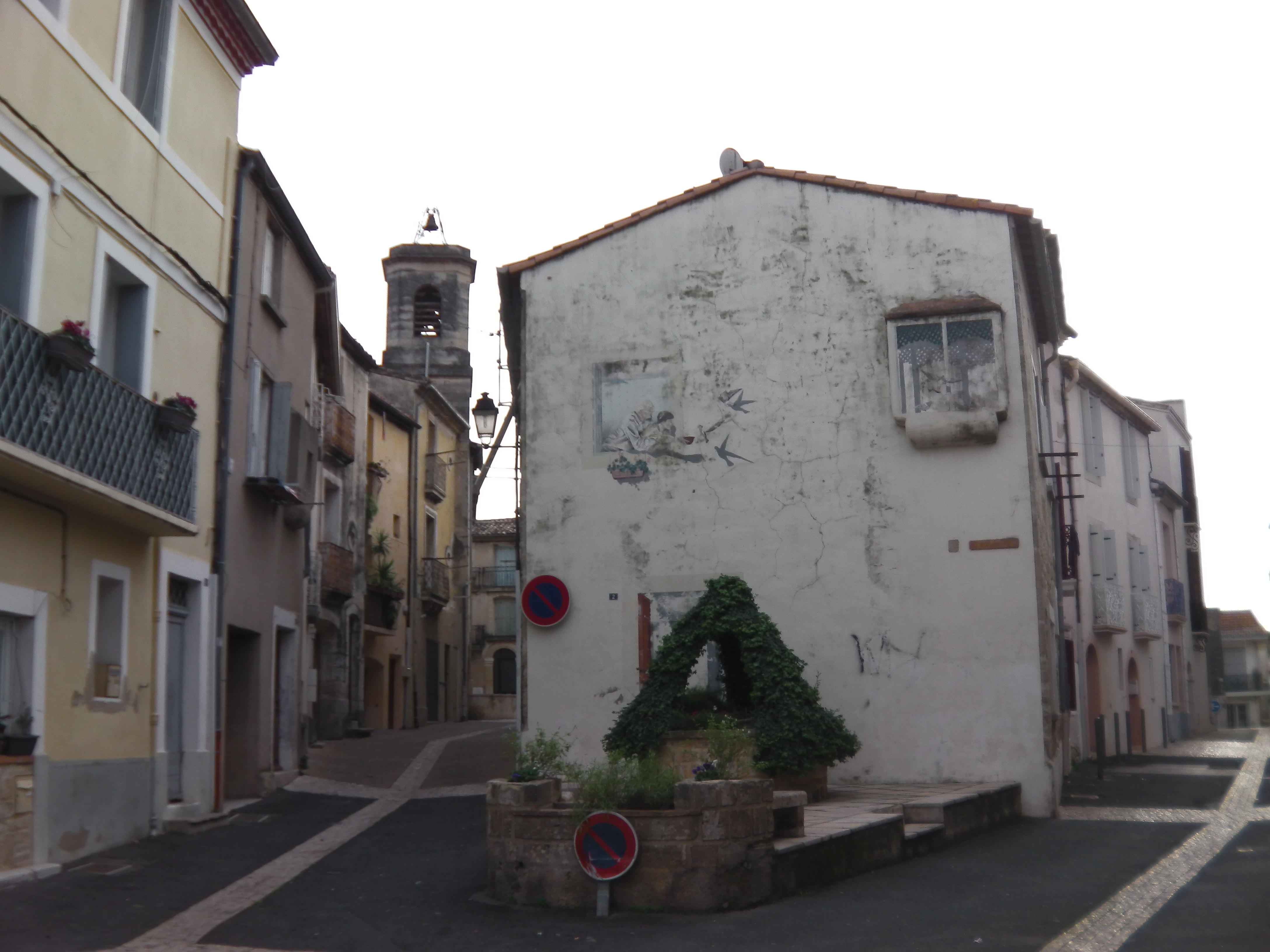
La rue de la Calade et la rue de l'Église dans le vieux village.
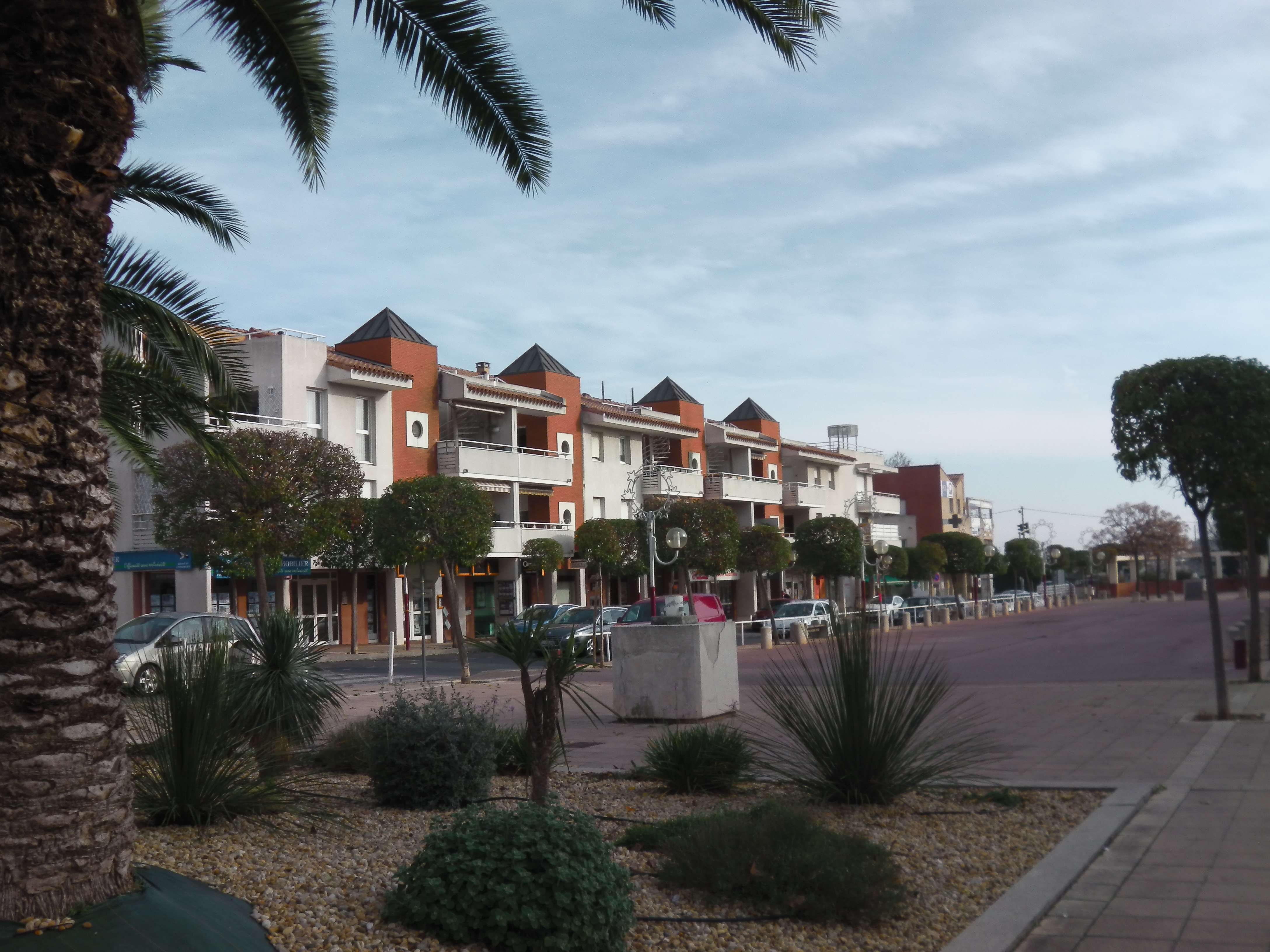
L'esplanade de l'Ortet.
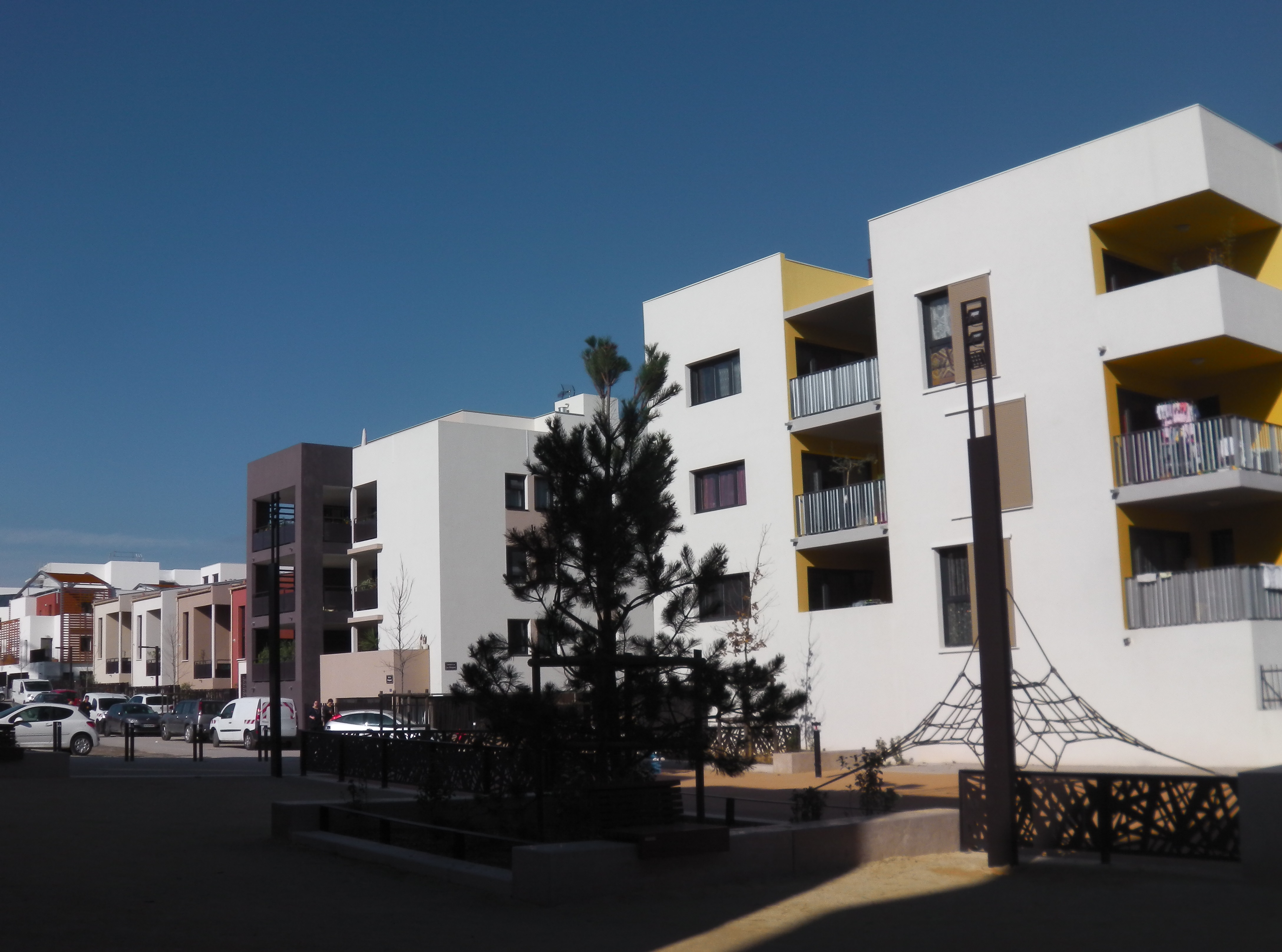
Le quartier de Roque-Fraïsse.

### Logement
Avec 13,95 % de logements sociaux en février 2022 (soit 869 logements), la commune ne respecte pas les dispositions de la loi SRU qui fixe le taux à 25 %. Cependant des efforts ont été réalisés ces dix dernières années et cette proportion est en croissance passant de 4,6 % en 2008 à 13,95 % en 2022.

### Quartiers
En novembre 2015, le conseil municipal de Saint-Jean-de-Védas a fixé à huit le nombre de quartiers de la commune :
- Quartier 1 : Centre-village ;
- Quartier 2 : L'Ortet, Lou Planas et Les Coteaux ;
- Quartier 3 : Le Terral, La Marquerose et Le Pioch ;
- Quartier 4 : Les Près et Mameremonte ;
- Quartier 5 : Les Roudères, Sigaliès et Route de Béziers ;
- Quartier 6 : Saint-Jean-le-Sec, Val de la Combe, Cayenne et La Lauze ;
- Quartier 7 : Roque-Fraïsse, Le Rieucoulon et La Condamine ;
- Quartier 8 : La Fermaude, La Coustaude et Louise-Michel.

### Monument historique
Le 13 février 2012 est inscrit au monument historique, le Pont de Villeneuve. Il traverse la Mosson et est situé sur la route départementale no 612. Le pont marque la frontière entre Villeneuve-lès-Maguelone et Saint-Jean-de-Védas.

### Risques majeurs
Le territoire de la commune de Saint-Jean-de-Védas est vulnérable à différents aléas naturels : météorologiques (tempête, orage, neige, grand froid, canicule ou sécheresse), inondations, feux de forêts et séisme (sismicité faible). Il est également exposé à un risque technologique, le transport de matières dangereuses. Un site publié par le BRGM permet d'évaluer simplement et rapidement les risques d'un bien localisé soit par son adresse soit par le numéro de sa parcelle.

#### Risques naturels
La commune fait partie du territoire à risques importants d'inondation (TRI) de Montpellier-Lunel-Maugio-Palavas, regroupant 49 communes du bassin de vie de Montpellier et s'étendant sur les départements de l'Hérault et du Gard, un des 31 TRI qui ont été arrêtés fin 2012 sur le bassin Rhône-Méditerranée, retenu au regard des risques de submersions marines et de débordements du Vistre, du Vidourle, du Lez et de la Mosson. Parmi les événements significatifs antérieurs à 2019 qui ont touché le territoire, peuvent être citées les crues de septembre 2002 et de septembre 2003 (Vidourle) et les tempêtes de novembre 1982 et décembre 1997 qui ont touché le littoral. Des cartes des surfaces inondables ont été établies pour trois scénarios : fréquent (crue de temps de retour de 10 ans à 30 ans), moyen (temps de retour de 100 ans à 300 ans) et extrême (temps de retour de l'ordre de 1 000 ans, qui met en défaut tout système de protection). La commune a été reconnue en état de catastrophe naturelle au titre des dommages causés par les inondations et coulées de boue survenues en 1982, 1994, 1997, 2001, 2002, 2003, 2005, 2014 et 2019,.
Saint-Jean-de-Védas est exposée au risque de feu de forêt. Un plan départemental de protection des forêts contre les incendies (PDPFCI) a été approuvé en juin 2013 et court jusqu'en 2022, où il doit être renouvelé. Les mesures individuelles de prévention contre les incendies sont précisées par deux arrêtés préfectoraux et s’appliquent dans les zones exposées aux incendies de forêt et à moins de 200 mètres de celles-ci. L’arrêté du 25 avril 2002 réglemente l'emploi du feu en interdisant notamment d’apporter du feu, de fumer et de jeter des mégots de cigarette dans les espaces sensibles et sur les voies qui les traversent sous peine de sanctions. L'arrêté du 11 mars 2013 rend le débroussaillement obligatoire, incombant au propriétaire ou ayant droit,.

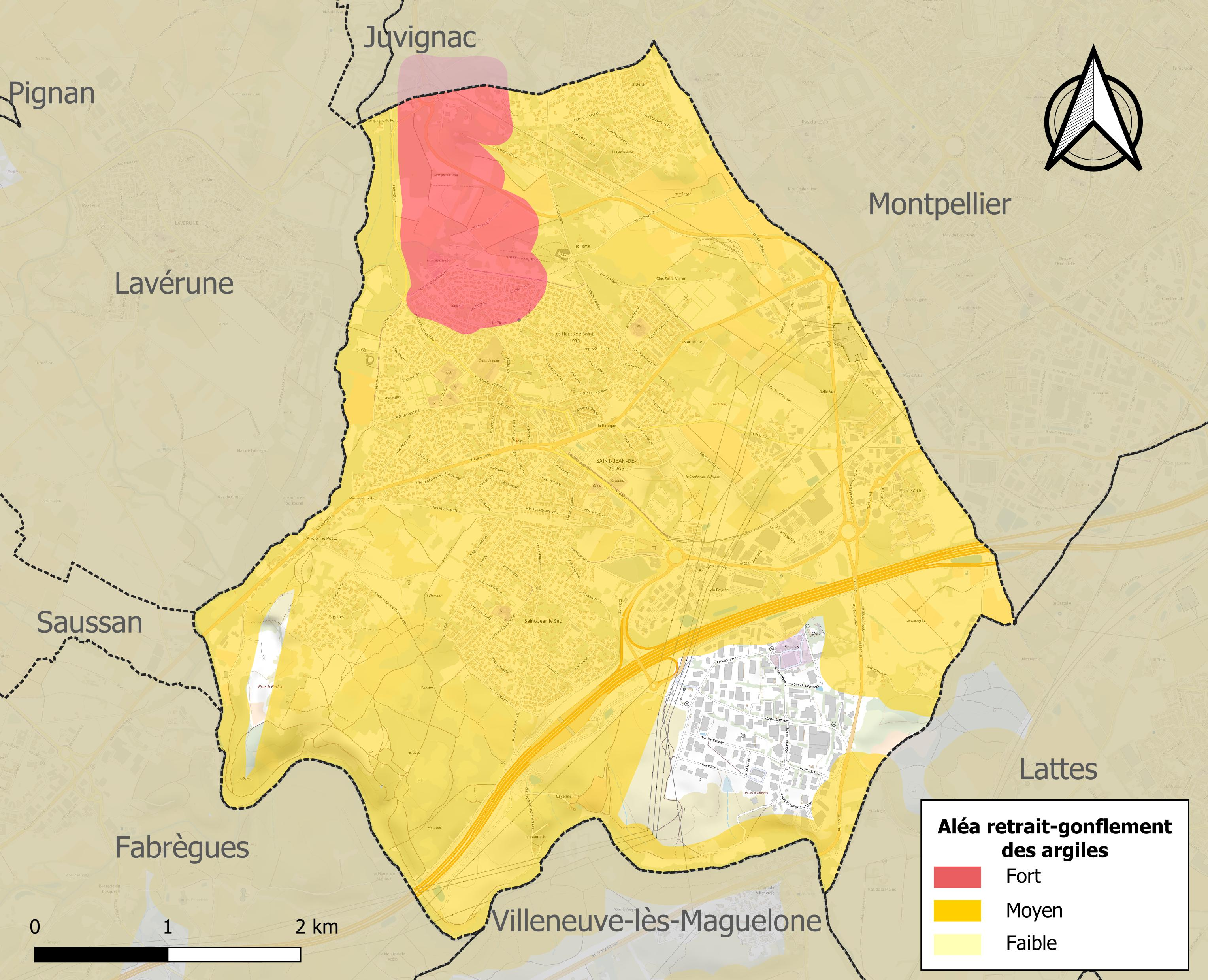
Carte des zones d'aléa retrait-gonflement des sols argileux de Saint-Jean-de-Védas.

Le retrait-gonflement des sols argileux est susceptible d'engendrer des dommages importants aux bâtiments en cas d’alternance de périodes de sécheresse et de pluie. 90,8 % de la superficie communale est en aléa moyen ou fort (59,3 % au niveau départemental et 48,5 % au niveau national). Sur les 3 217 bâtiments dénombrés sur la commune en 2019, 3 211 sont en aléa moyen ou fort, soit 100 %, à comparer aux 85 % au niveau départemental et 54 % au niveau national. Une cartographie de l'exposition du territoire national au retrait gonflement des sols argileux est disponible sur le site du BRGM,.
Par ailleurs, afin de mieux appréhender le risque d’affaissement de terrain, l'inventaire national des cavités souterraines permet de localiser celles situées sur la commune.

#### Risques technologiques
Le risque de transport de matières dangereuses sur la commune est lié à sa traversée par des infrastructures routières ou ferroviaires importantes ou la présence d'une canalisation de transport d'hydrocarbures. Un accident se produisant sur de telles infrastructures est susceptible d’avoir des effets graves sur les biens, les personnes ou l'environnement, selon la nature du matériau transporté. Des dispositions d’urbanisme peuvent être préconisées en conséquence.

## Histoire

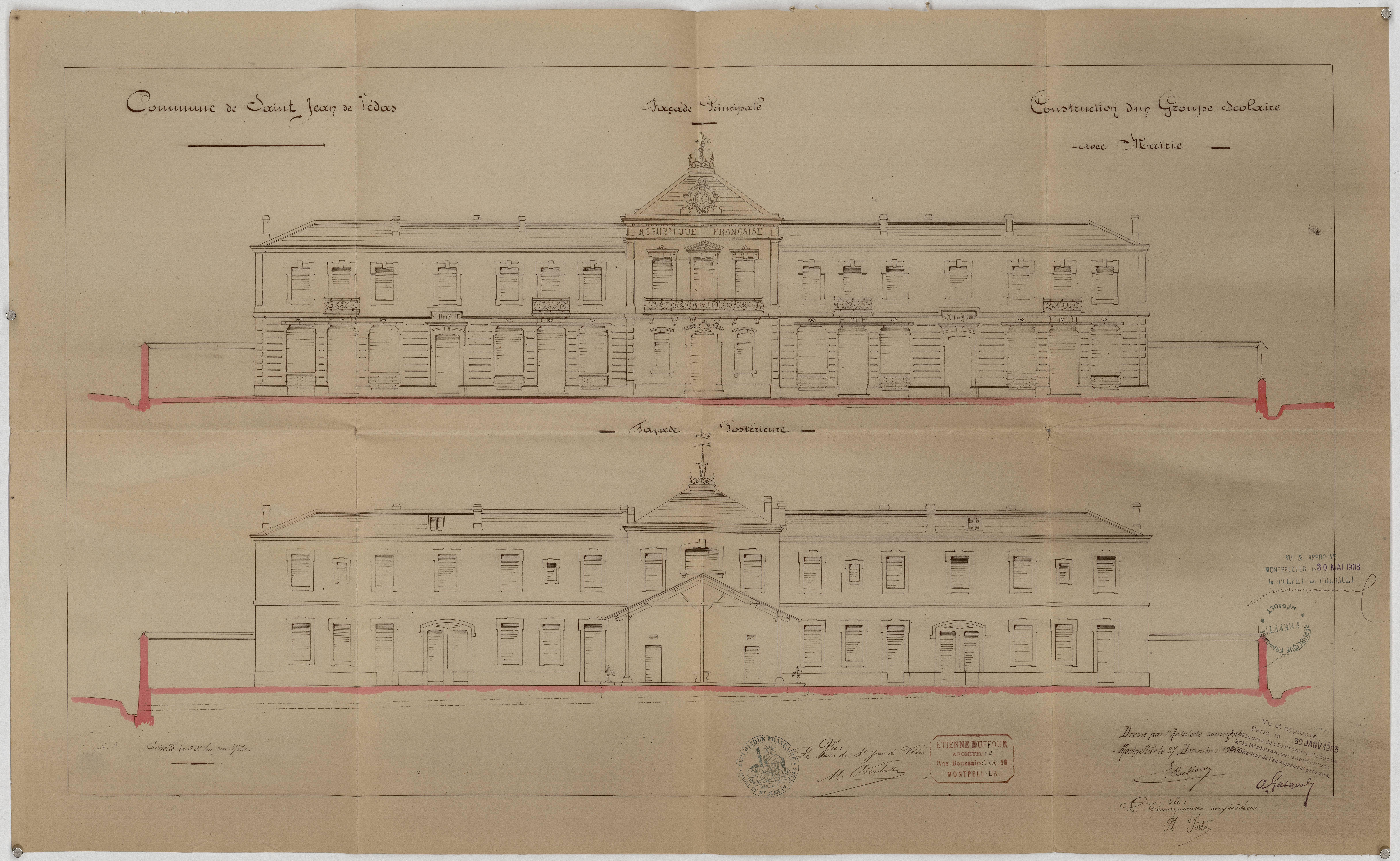
Mairie et groupe scolaire : plan (début XXe siècle).

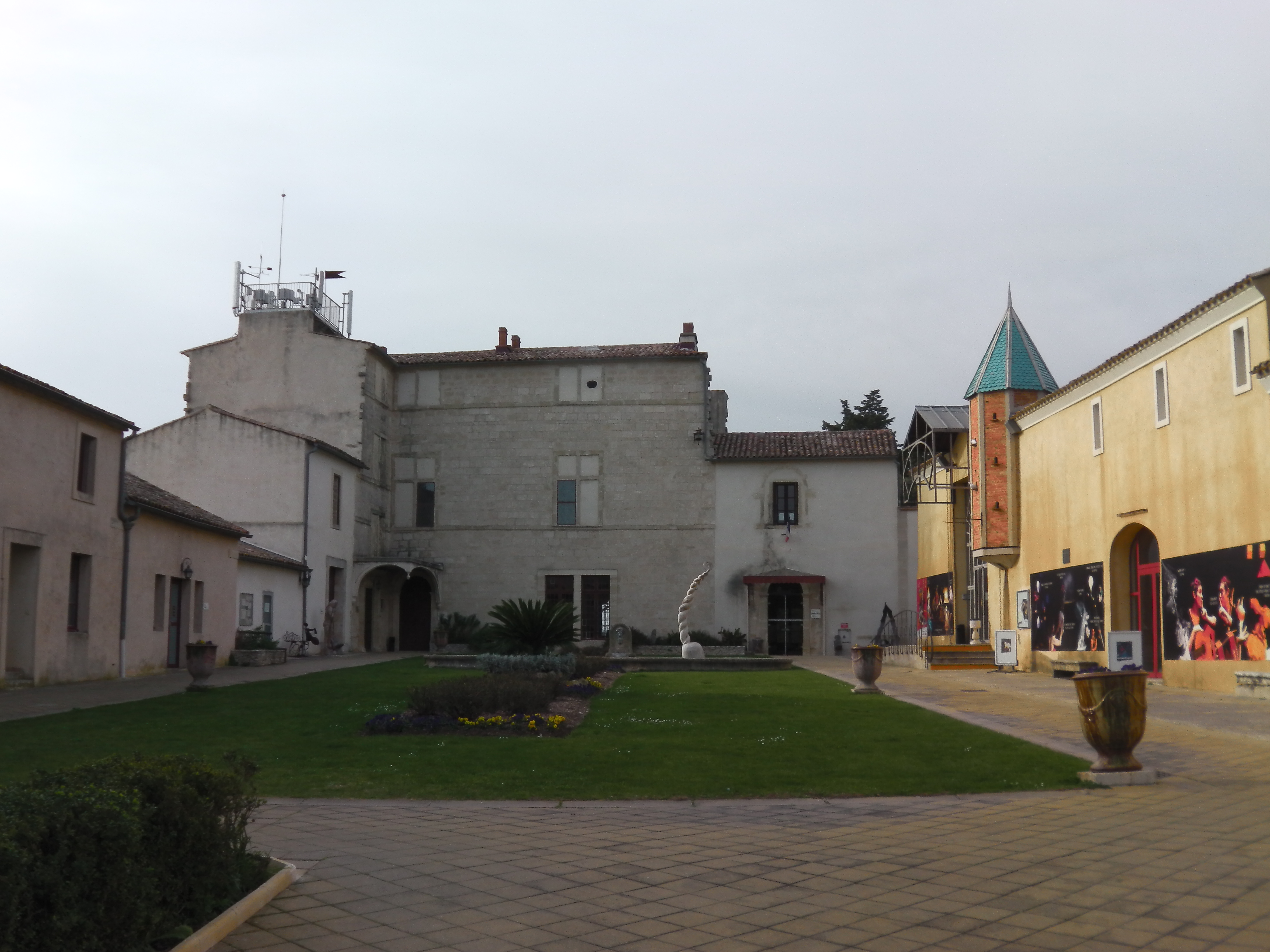
Le château du Terral.

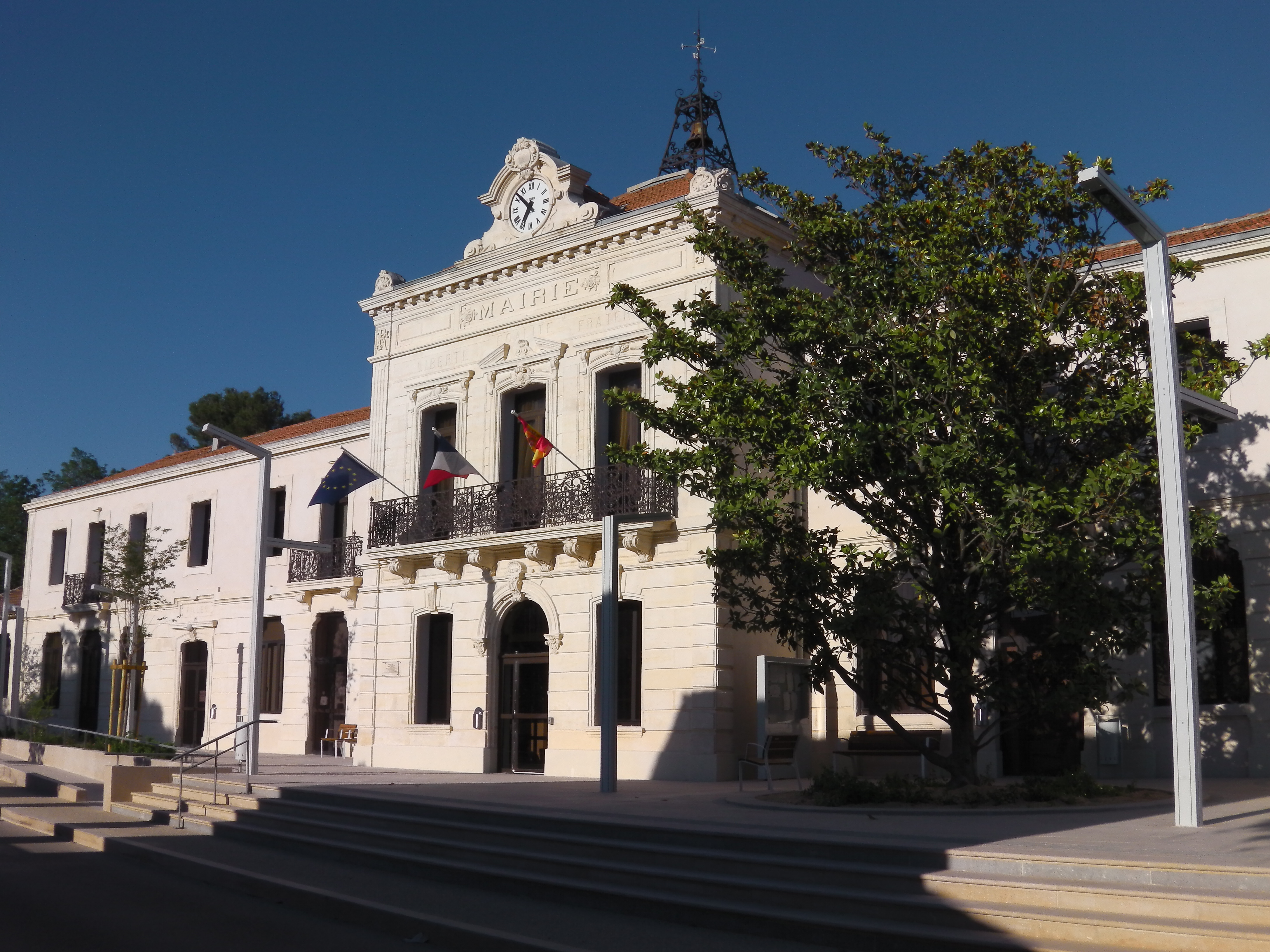
Mairie de Saint-Jean-de-Védas.

La première mention de « Villa de Védatio », qui signifie ferme de Védas, apparaît dans les actes du cartulaire de Maguelone dès le XIe siècle. Cela peut expliquer la prononciation actuelle du nom de la commune : en effet le « s » final de « Védas » doit se prononcer.
Le territoire actuel de la commune fut administré jusqu'à la Révolution française, par deux juridictions : celle de Saint-Jean-de-Védas et celle du Terral. Le domaine du Terral étant la propriété des évêques de Maguelone depuis le IXe siècle.
Jusqu'au XVIIIe siècle, la vie économique était alors essentiellement tournée vers l'agriculture, puis vers 1500, l'exploitation de carrières de pierres permit une seconde source de revenus non négligeable. La pierre calcaire de Saint-Jean-de-Védas était très réputée et a connu une grande renommée jusqu'à la fin du XIXe siècle et servira à bâtir de nombreux immeubles et bâtiments dans le centre de Montpellier.
Lors de la Révolution française, les citoyens de la commune se réunissent au sein de la société révolutionnaire, en l’an II.
Au cours du XIXe siècle, la commune va progressivement s'équiper et se doter de services publics. L'ancienne église d'origine romane, dans un mauvais état général, va bénéficier de travaux d'agrandissements et d'embellissements et sera également dotée d'un nouveau clocher en 1840. Avec l'arrivée du chemin de fer en 1869 et la ligne de Paulhan à Montpellier la commune bénéficie de l'implantation d'une gare (la ligne est fermée au trafic voyageur en 1970). À la fin du XIXe siècle, est décidée la construction d'une nouvelle mairie et d'une nouvelle école, le nouveau bâtiment sera inauguré en 1904, c'est toujours le bâtiment de la mairie aujourd'hui. L'école était située auparavant dans l'ancien château de Saint-Jean qui abritait également la mairie. Le bâtiment du château, très dégradé, a été détruit entre 1905 et 1906 pour laisser place au parvis de l'église (c'est l'actuelle place Victor Hugo). L'électricité fait son apparition dans le village dès 1909 et ce n'est qu'en 1934 que toutes les habitations seront reliées au réseau électrique.
Les deux guerres mondiales n'épargnent pas Saint-Jean et le tribut payé est de 21 morts pour la première et 9 pour la seconde. Lors de cette dernière, les Allemands occupent la commune et s'installent dans les châteaux du Claud et de la Lauze. Le château de la Lauze fut bombardé par les Allemands à la Libération, les ruines détruites ont été dégagées par la suite.
Essentiellement rurale jusqu'à la Seconde Guerre mondiale (environ 1 000 habitants en 1950), la commune commença à se développer fortement dès le début des années 1950, grâce à sa proximité de la ville de Montpellier. L'arrivée des rapatriés d'Algérie en 1962 va entraîner un véritable boom économico-social. L'agriculture va fortement diminuer pour laisser la place à de nouvelles activités de type industriel, artisanal ou tertiaire. Saint-Jean-de-Védas va profiter du développement de Montpellier pour en devenir une des principales banlieues résidentielles et s'urbaniser rapidement.
Fin 1967, est inaugurée à Saint-Jean-de-Védas l'arrivée de la nouvelle autoroute A9 dotée d'une sortie sur la commune ainsi que d'une grande barrière de péage ; puis en 1990, l'arrivée de l'hypermarché Carrefour et de la zone commerciale de « La Condamine » va renforcer et dynamiser l'économie locale.
Essentiellement pavillonnaire durant les années 1960 à 1980 avec l'expansion et la création des quartiers comme « Saint-Jean-le-Sec », « les Roudères »,« les Près », « Lou Planas », « La Fermaude » ou la « Marquerose », l'habitat nouveau va se diversifier et se densifier dans les années 1990 avec la construction de petits immeubles collectifs dont la création du nouveau quartier de l'« Ortet » et plus récemment avec la création du nouveau quartier de « Roque-Fraïsse ».
Fin des années 2010, la densification urbaine de la commune, la poussée démographique s'accompagnent, comme ailleurs, d'un développement de la petite délinquance ; une chambre de culture de cannabis a ainsi été trouvée dans la commune en 2020. Le péage autoroutier situé sur la commune est également un point de passage des go fast : ainsi en 2015, « deux véhicules alimentant un trafic de stupéfiants entre l'Espagne et la France ont été interceptés [...] par la police judiciaire de Toulon ». Toujours sur la commune, deux trafiquants sont arrêtés en 2018.
En 2019, la cave coopérative « La Védasienne » est détruite pour laisser la place à des immeubles d'habitation. Cette dernière a été construite en 1948 avec la participation de 30 viticulteurs pour un bâtiment de plus de 1 000 m2 et pouvant contenir 45 000 hl de vin. Une annexe jouxtant la construction principale et pouvant accueillir 5 000 hl est bâtie par la suite,,.

## Politique et administration
En 1965, elle fait partie des communes fondatrices du district de Montpellier, relayé par la communauté d'agglomération Montpellier Agglomération en 2001.

### Tendances politiques et résultats
Européennes
Présidentielles

### Liste des maires
| Période | Période  | Identité             | Étiquette        | Qualité                                                                |
| ------- | -------- | -------------------- | ---------------- | ---------------------------------------------------------------------- |
| 1944    | 1963     | Gratien Boyer        |                  |                                                                        |
| 1963    | 1971     | Georges Valat        | PS               |                                                                        |
| 1971    | 1973     | Étienne Patoux       | PS               |                                                                        |
| 1973    | 1983     | René Alcouffa        | PS               | Directeur d'école                                                      |
| 1983    | 1989     | Charles de Boisgelin | DVD              | Viticulteur                                                            |
| 1989    | 2009     | Jacques Atlan        | PS               | Avocat et conseiller général                                           |
| 2009    | 2020     | Isabelle Guiraud     | UMP, LR puis DVD | Expert-comptable vice-présidente de Montpellier Méditerranée Métropole |
| 2020    | En cours | François Rio,        | DVG              | Fonctionnaire territorial                                              |

### Instances judiciaires et administratives
La ville dispose d'un service de police municipale (situé route de Montpellier) ainsi que d'une brigade de la Gendarmerie nationale (située avenue de Librilla).
Saint-Jean-de-Védas fait partie de l'arrondissement judiciaire de Montpellier et dépend donc du tribunal judiciaire ainsi que du conseil de prud'hommes de Montpellier. La ville dépend également de la cour d'appel et du tribunal administratif de Montpellier.

### Jumelages
| Ville | Ville    | Pays | Pays    | Période     |
| ----- | -------- | ---- | ------- | ----------- |
|       | Librilla |      | Espagne | depuis 1991 |

Librilla est un petit village de la région de Murcie en Espagne.

## Population et société

### Démographie
L'évolution du nombre d'habitants est connue à travers les recensements de la population effectués dans la commune depuis 1793. Pour les communes de plus de 10 000 habitants les recensements ont lieu chaque année à la suite d'une enquête par sondage auprès d'un échantillon d'adresses représentant 8 % de leurs logements, contrairement aux autres communes qui ont un recensement réel tous les cinq ans,.

En 2022, la commune comptait 13 300 habitants, en évolution de +39,43 % par rapport à 2016 (Hérault : +7,49 %, France hors Mayotte : +2,11 %).
| 1793 | 1800 | 1806 | 1821 | 1831 | 1836 | 1841 | 1846 | 1851 |
| ---- | ---- | ---- | ---- | ---- | ---- | ---- | ---- | ---- |
| 441  | 483  | 497  | 483  | 562  | 593  | 628  | 662  | 703  |

| 1856 | 1861 | 1866 | 1872 | 1876 | 1881 | 1886 | 1891 | 1896 |
| ---- | ---- | ---- | ---- | ---- | ---- | ---- | ---- | ---- |
| 650  | 655  | 746  | 824  | 864  | 674  | 759  | 788  | 883  |

| 1901 | 1906 | 1911 | 1921 | 1926 | 1931 | 1936 | 1946 | 1954  |
| ---- | ---- | ---- | ---- | ---- | ---- | ---- | ---- | ----- |
| 859  | 845  | 858  | 876  | 910  | 936  | 956  | 986  | 1 149 |

| 1962  | 1968  | 1975  | 1982  | 1990  | 1999  | 2006  | 2011  | 2016  |
| ----- | ----- | ----- | ----- | ----- | ----- | ----- | ----- | ----- |
| 1 772 | 2 086 | 3 529 | 4 284 | 5 390 | 8 056 | 8 585 | 8 632 | 9 539 |

| 2021   | 2022   | - | - | - | - | - | - | - |
| ------ | ------ | - | - | - | - | - | - | - |
| 12 570 | 13 300 | - | - | - | - | - | - | - |

### Enseignement
Enseignement primaire
La commune possède quatre groupes scolaires publics (écoles élémentaires et maternelles) dénommés René Cassin, Anita Gil, Georges Rascol, Louise Michel et Jean d'Ormesson (école ouverte à la rentrée 2019) ainsi qu'une école privée (Saint-Jean-Baptiste)
Enseignement secondaire
Le collège Louis Germain, (rénové en 2002-2003).

### Petite enfance et jeunesse

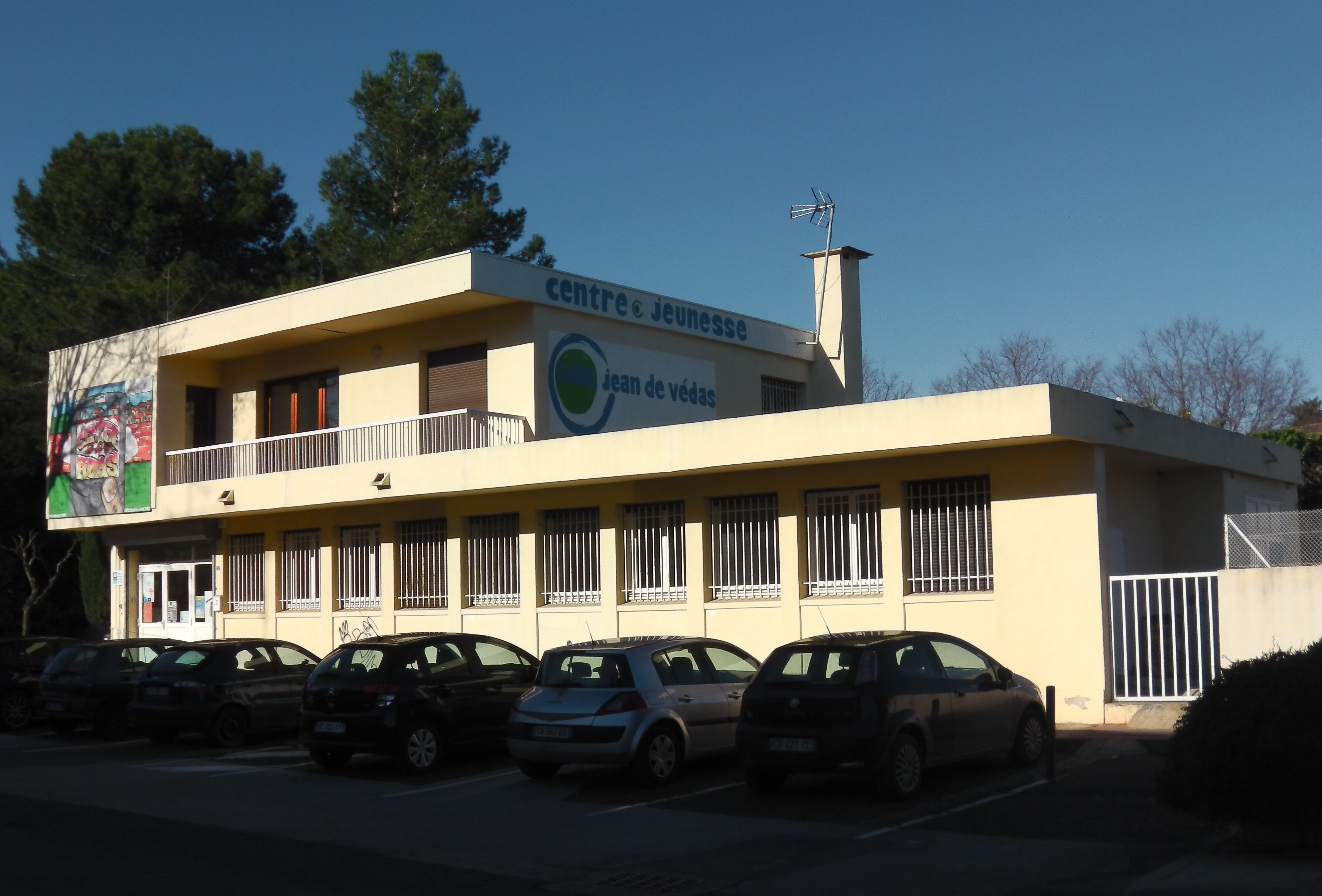
Le Centre Jeunesse (avenue de la Libération)

- La Maison de la petite enfance (crèche municipale) : crèche collective d'une capacité de 55 enfants âgés de 10 semaines à 4 ans et crèche familiale permettant à 32 enfants du même âge d’être accueillis à domicile par des assistantes maternelles agréées ;
- L'accueil de loisirs municipal « Les Garrigues » (Centre de loisirs) : d'une capacité d'accueil de 120 enfants, l’accueil de loisirs sans hébergement (ALSH) « les Garrigues » accueille les enfants de 3 à 11 ans ;
- Le Centre Jeunesse Municipal : pour les jeunes de 11 à 17 ans.

### Seniors
- Maison de retraite privée « Sudalia » (allée de la Marquerose) ;
- Les « Villages d'Or » (chemin de La Rencontre), logements collectifs et individuels pour les seniors ;
- Les sénioriales : logements pour les seniors (route de Montpellier) dans le nouveau quartier de « Roque-Fraïsse ».

### Manifestations culturelles et festivités
- début avril : carnaval ;
- 24 juin : fête de la Saint Jean ;
- début juillet : fête votive ;
- fin septembre : Festin de Rue, festival de théâtre de rue et concerts (anciennement Festin de Pierres) ;
- deuxième semaine d'octobre : la semaine bleue ;
- avant-dernier dimanche d'octobre : fête de la courge et des fruits d'automne ;
- mi-novembre : les foulées d'automne ;
- décembre : marché de Noël.

### Santé
Praticiens
La commune de Saint-Jean-de-Védas possède (hors clinique) :
- 11 médecins généralistes libéraux ;
- 34 médecins spécialistes libéraux (6 gastro-entérologues, 4 ophtalmologues, 4 podologues, 3 dermatologues, 2 cardiologues, 3 radiologues, 2 gynécologue-obstétriciens, 1 angiologue, 1 gériatre, 3 ostéopathes, 1 psychiatre, 1 orthopédiste, 1 allergologue, 1 acupuncteur, 1 homéopathe)
- 17 chirurgiens-dentistes dont 2 orthodontistes ;
- 6 orthophonistes ;
- 1 sage-femme ;
- 24 infirmières et infirmiers libéraux ;
- 15 kinésithérapeutes ;
- 7 psychologues ;
- 4 psychothérapeutes ;
- 2 vétérinaires ;
- 3 pharmacies ;
- 1 laboratoire d'analyses médicales.

Cliniques
- La commune héberge la clinique privée « Le Castelet » : centre de rééducation et de réadaptation fonctionnelle, clinique de convalescence spécialisée, agréée par le Ministère de la Santé. La clinique a été créée en 1952 et possède un beau parc arboré de 3 hectares[55] ;
- La clinique « Saint-Jean Sud de France », du groupe d'hospitalisation privé Cap Santé, a déménagé sur Saint-Jean-de-Védas en 2020, place de l'Europe (premier employeur de la commune)[56],[57].

### Sports

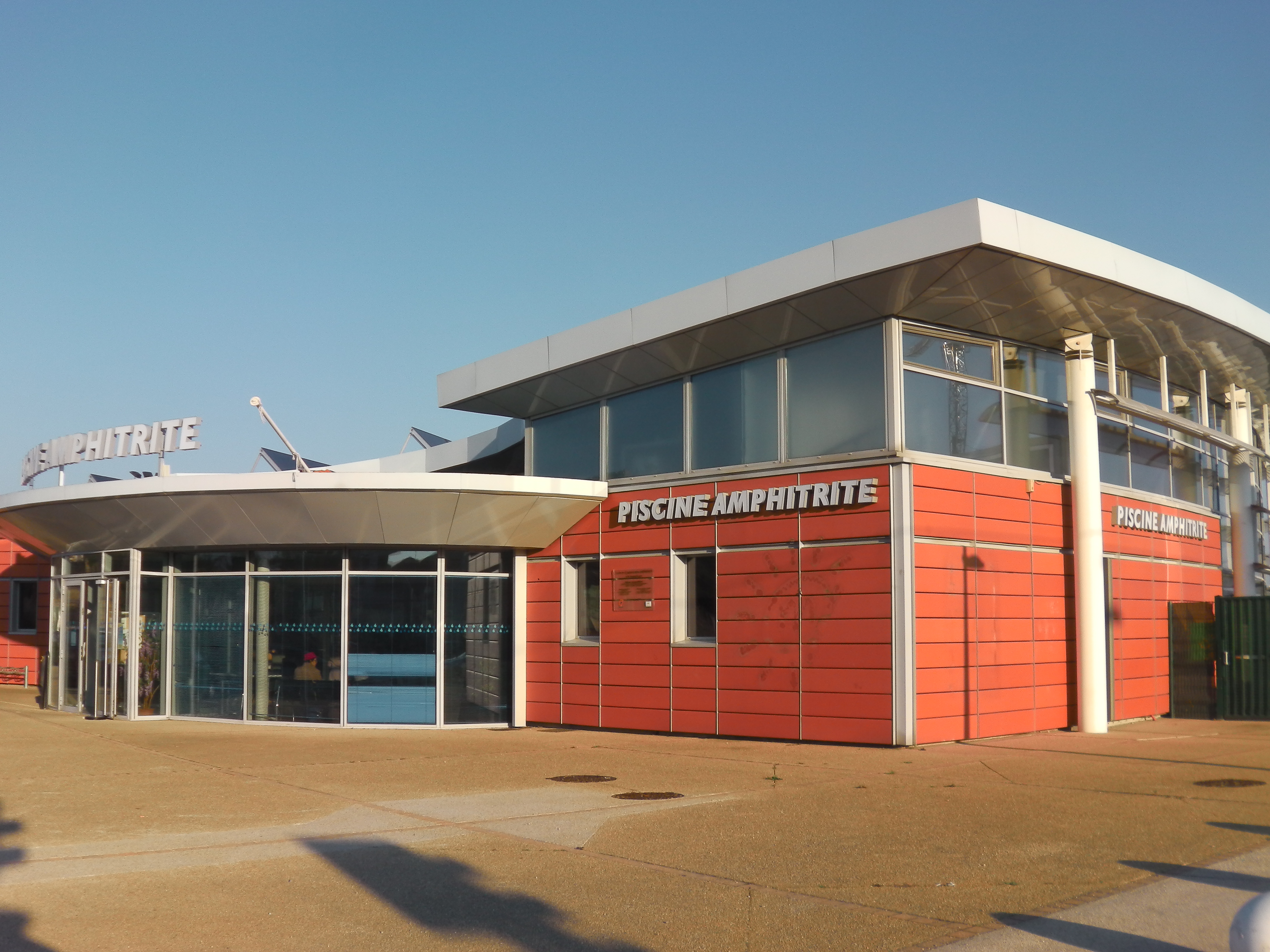
La piscine Amphitrite (avenue de Librilla).

Saint-Jean-de-Védas est labellisé « Ville vivez bougez » depuis 2012.
Équipements sportifs
- Espace de la Parre (rue Federico Garcia-Lorca) : une piste d'athlétisme, 7 terrains de basket, 3 terrains de hand-ball, 9 courts de tennis dont 2 en terre battue et un terrain de football stabilisé ;
- Complexe Étienne Vidal (allée du Terral) : un terrain (football et rugby) en gazon naturel et deux terrains (football et rugby) en gazon synthétique et des terrains de tir à l'arc ;
- Parc multisport (rue de la Chaussée) : un terrain synthétique (basket-ball, football, hand-ball, etc.) et un skatepark ;
- la piscine Amphitrite (avenue de Librilla) gérée par Montpellier-Métropole[58] ;
- Le gymnase de la Combe (chemin de la Combe) : une salle de gymnastique sportive de compétition et deux dojos ;
- Le gymnase Mirallès (rue Federico Garcia-Lorca) : basket, volley, GRS et sports collectifs ;
- Stade municipal (rue des Prés) : deux terrains de rugby accueillant le club « Rugby Olympique Védasien - Mosson Coulazou ».

Rugby à XV
- Le Rugby Olympique Saint-Jean-de-Védas créé en 1983, devenu Rugby Olympique Védasien Mosson Coulazou : Champion de France de 4e série 2013.

## Économie
Deux marchés hebdomadaires traditionnels tiennent place sur Saint-Jean-de-Védas : tous les jeudis et samedis matin sur l'Esplanade de l'Ortet.

### Revenus de la population et fiscalité
En 2021, le revenu fiscal médian par ménage était de 25 510 €.

### Entreprises et commerces

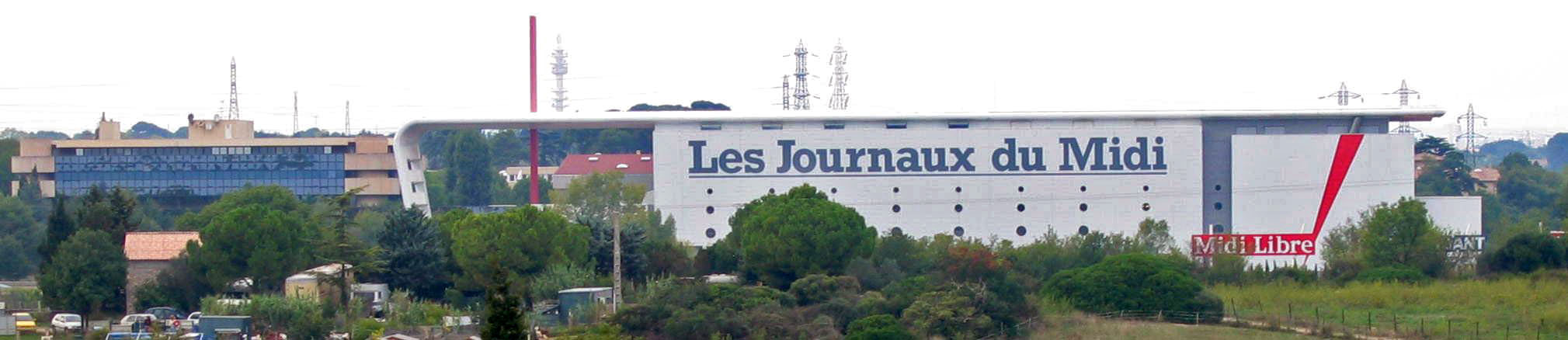
Le siège du journal Midi libre.

Plus de 950 entreprises possèdent leurs sièges sur la commune en 2013. La commune dispose de divers parcs d'activités :
- Une zone industrielle : La Lauze (industrie, transport, logistique et services), abritant le siège de 67 entreprises ;
- Trois zones d'activité :
  - Marcel Dassault, face à la Lauze, (logistique, négoce professionnel, services), abritant le siège de 108 entreprises parmi lesquels : Alter Ego (logistique urbaine), Amec – Spie Sud Ouest (réseaux électriques), Novovis (produits de visserie), La Poste (centre de Tri), Geomesure (solutions géospatiales), GLS France (messagerie, frêt express), France Enseignes (enseignes lumineuses), F-Tech (aérostructures), Laboratoires Lustrel (complément alimentaire), Chausson Matériaux (matériaux de construction), Thiriet Distribution (distribution de surgelés, L'Echelle Européennes (échaffaudages, escaliers et autres équipements de travail en hauteur), etc. ;
  - La Peyrière (proche de la sortie d'autoroute), abritant notamment de grandes chaînes de restauration (La Pataterie, McDonald's, Poivre Rouge et Buffalo Grill), un parc hôtelier (Première Classe, Campanile et B&B Hotels) ainsi que de grandes enseignes (Electro Dépôt, Leader Price, Paris Store et Botanic) ;
  - Le Mas de Grille qui abrite notamment le siège social du groupe Les Journaux du Midi, éditeur du Midi libre ainsi que des garages et des commerces.
- Deux zones d'activités commerciales :
  - ZAC Devès de la Condamine avec de grandes enseignes dont Carrefour (deuxième employeur de la commune) avec sa galerie marchande « Les Arcades » (26 boutiques), Leroy-Merlin, Decathlon, un restaurant Quick, Kiabi, etc. ;
  - ZAC Le Rieucoulon comprenant notamment les enseignes Lidl, JouéClub et Sport 2000.
- Une zone artisanale : Les Côteaux.

Puis les commerces du centre-ville avec restaurants, fleuristes, pharmacies, coiffeurs et divers commerces de proximité.

### Services
La commune accueille le siège de nombreux services et administrations :
- Le centre de tri Colissimo de la Poste (ZA Marcel Dassault) ;
- Le centre de formation de l'AFPA (ZI de la Lauze) et la direction régionale ;
- Le siège du FONGECIF régional (ZA de la Peyrière) ;
- Une agence de Pôle emploi (ZA du Mas de Grille).

### Agriculture
La commune compte une dizaine d'exploitations agricoles en activité sur environ 200 hectares de zones agricoles cultivées. Les principales activités sont l'apiculture (un exploitant), l'arboriculture fruitière (deux exploitations), le maraîchage (deux exploitations), la viticulture (trois exploitations) et l'élevage équin (deux exploitations).

## Culture locale et patrimoine

### Lieux et monuments

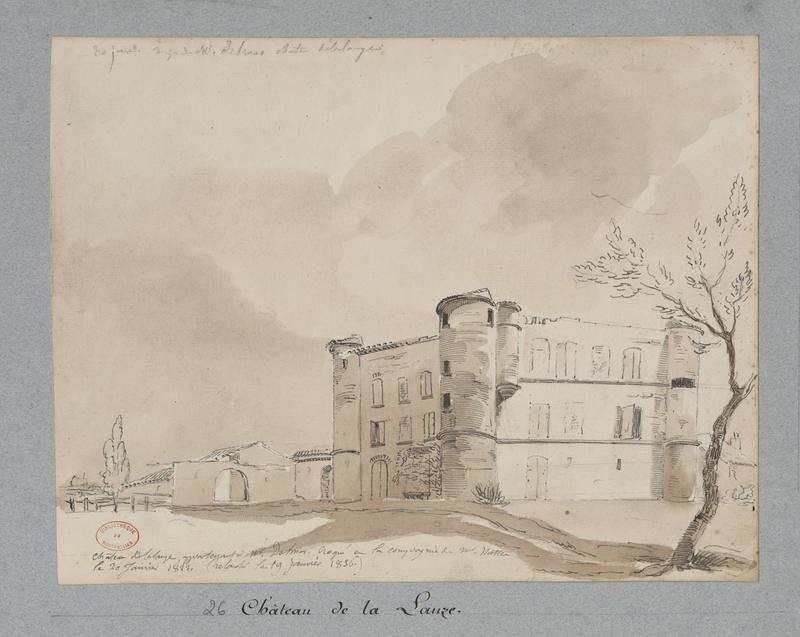
Dessin du château de la Lauze en 1850 par Jean-Marie Amelin.

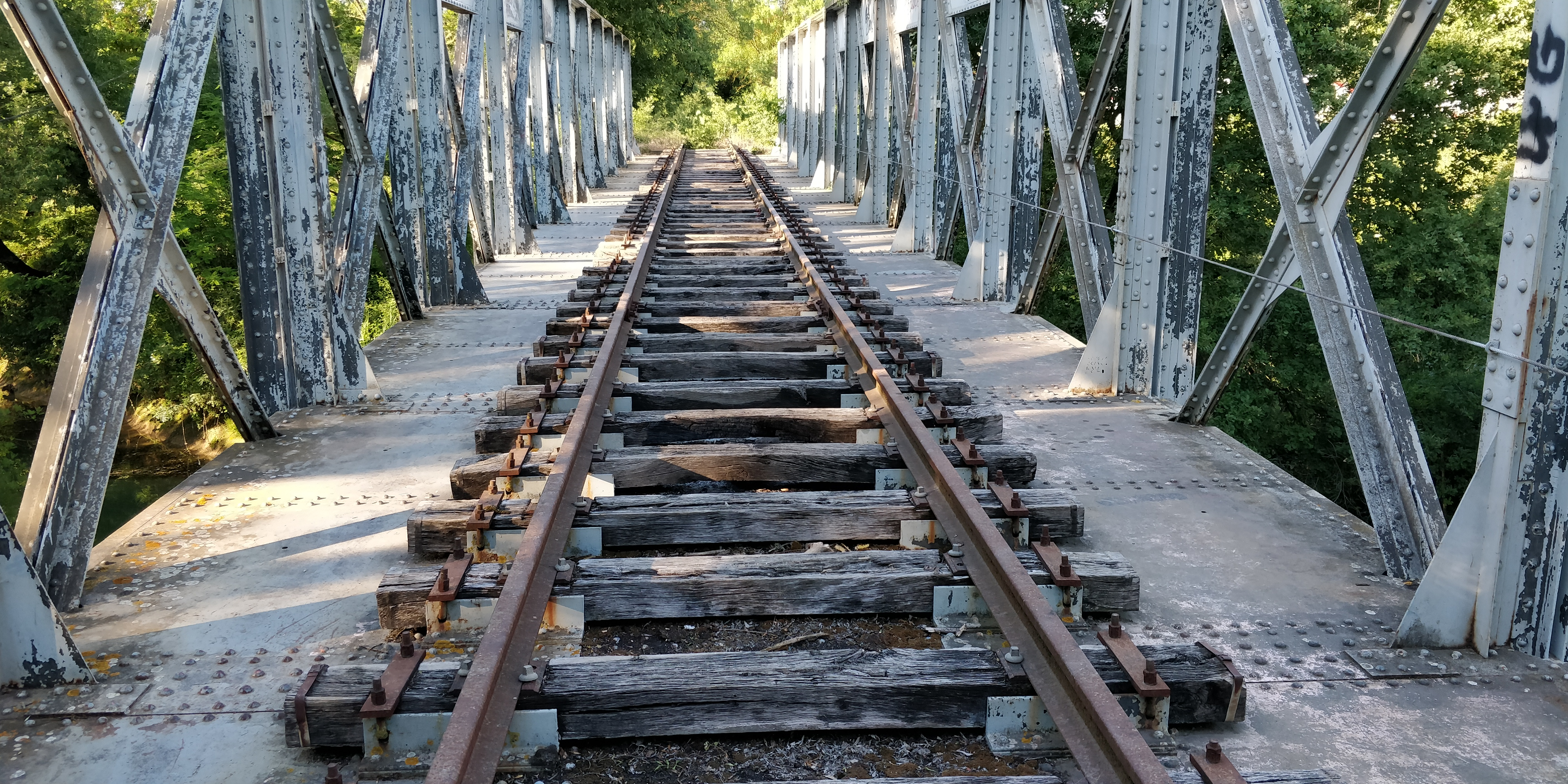
Pont ferroviaire de la ligne Paulhan-Montpellier.

- L'église de la Décollation-de-Saint-Jean-Baptiste de Saint-Jean-de-Védas dont les origines remontent au XIIe siècle. L'édifice fut largement remanié au fil des siècles et agrandi. La façade est de style classique. Les vitraux de l'église (le vitrail de la Résurrection ainsi que trois verrières) ont été réalisés à la fin des années 1980 par l'artiste italien Carlo Roccella. Le clocher actuel date de 1840 et possède trois cloches dont une datant de 1763 et fondue par Jean Poutingon (classée depuis 1942)[61], une troisième cloche a été rajoutée au clocher en 2022 ;
- Le Domaine du Terral : avec le château du Terral[62], ancienne résidence d’été des évêques de Maguelone et propriété de Joseph Cambon au XIXe siècle, ce lieu héberge également le théâtre du Chai du Terral. Il est bordé par un parc classé[réf. nécessaire] (les bambous d'Anduze viendraient en partie de ce parc)[63]. Les écoles de musique et d'arts plastiques municipales y possèdent leurs locaux ;
- Le Moulin Saint-Joseph : XVIIIe siècle sur les berges du cours d'eau de la Mosson[64] ;
- Le Château du claud-bellevue du domaine viticole du même nom, appartenant à la famille de Boisgelin[65] ;
- La place Victor Hugo en face de l'église Saint-Jean-Baptiste, emplacement de l'ancien Château médiéval détruit entre 1905 et 1906[66] ;
- Le Château viticole de la Lauze[67] inscrit en 1945[68], détruit lors de la Seconde Guerre mondiale lors du départ des Allemands du château ;
- L'ancien pont ferroviaire de la ligne Paulhan-Montpellier qui traverse la Mosson ;
- L'ancienne gare ferroviaire, transformée aujourd'hui en restaurant[69] ;
- Le Chateau Vista Allegre, aujourd’hui parti intégrante de la clinique du Castelet[70].

### Équipements publics et culturels
- Le château du Terral comprenant notamment les écoles d'arts plastiques et de musique municipales ainsi que le théâtre « Chai du Terral » ;
- La médiathèque municipale Jules-Verne[71] ;
- La salle des Granges (salle polyvalente) ;
- Les arènes municipales ;
- La Maison des Associations.

Montpellier Méditerranée Métropole gère également sur la commune une ferme pédagogique (l'Ecolothèque du Mas de Grille) et une salle de spectacles : Victoire 2.

Galerie des équipements publics et du patrimoine :
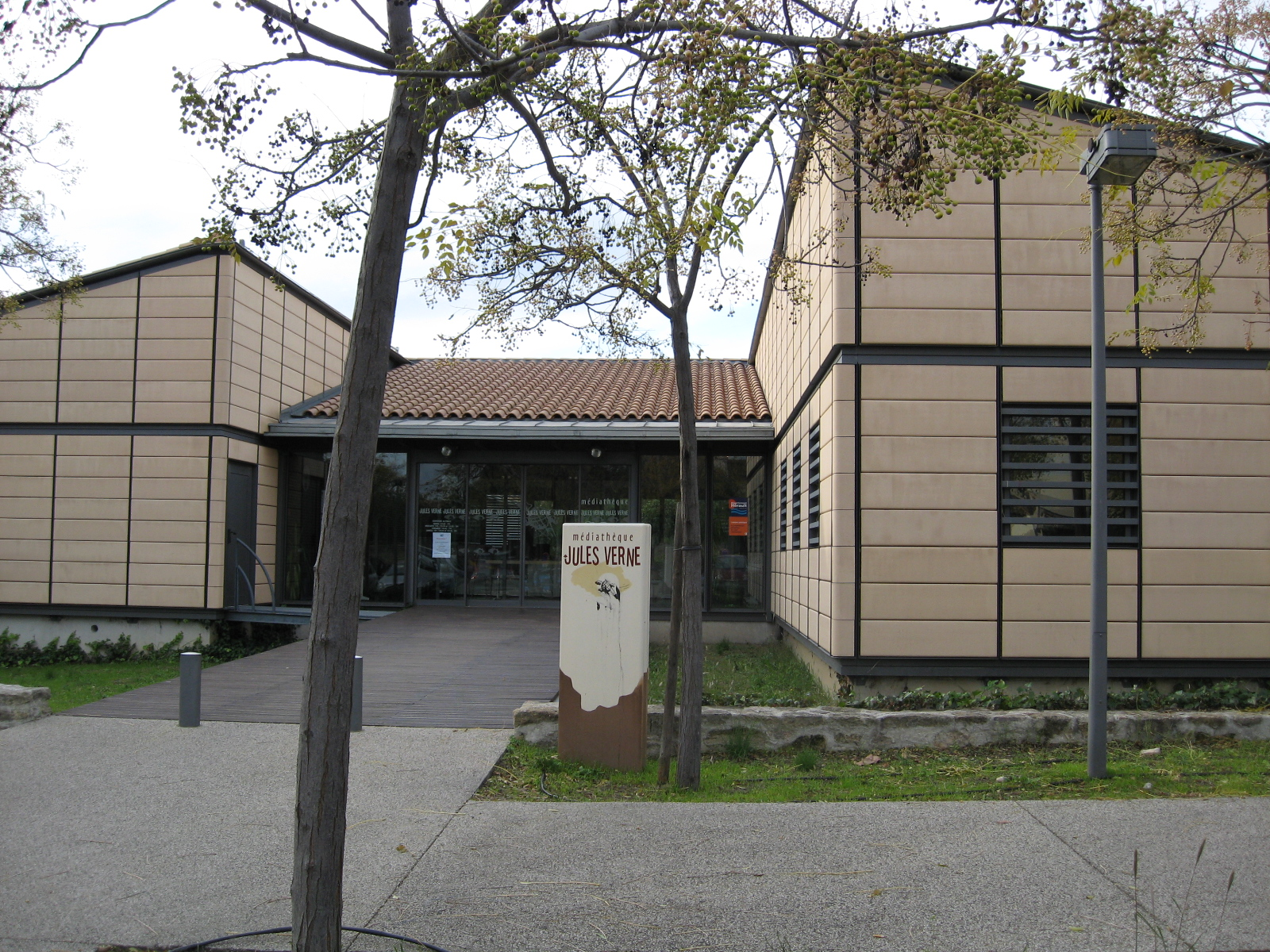
La médiathèque Jules-Verne.
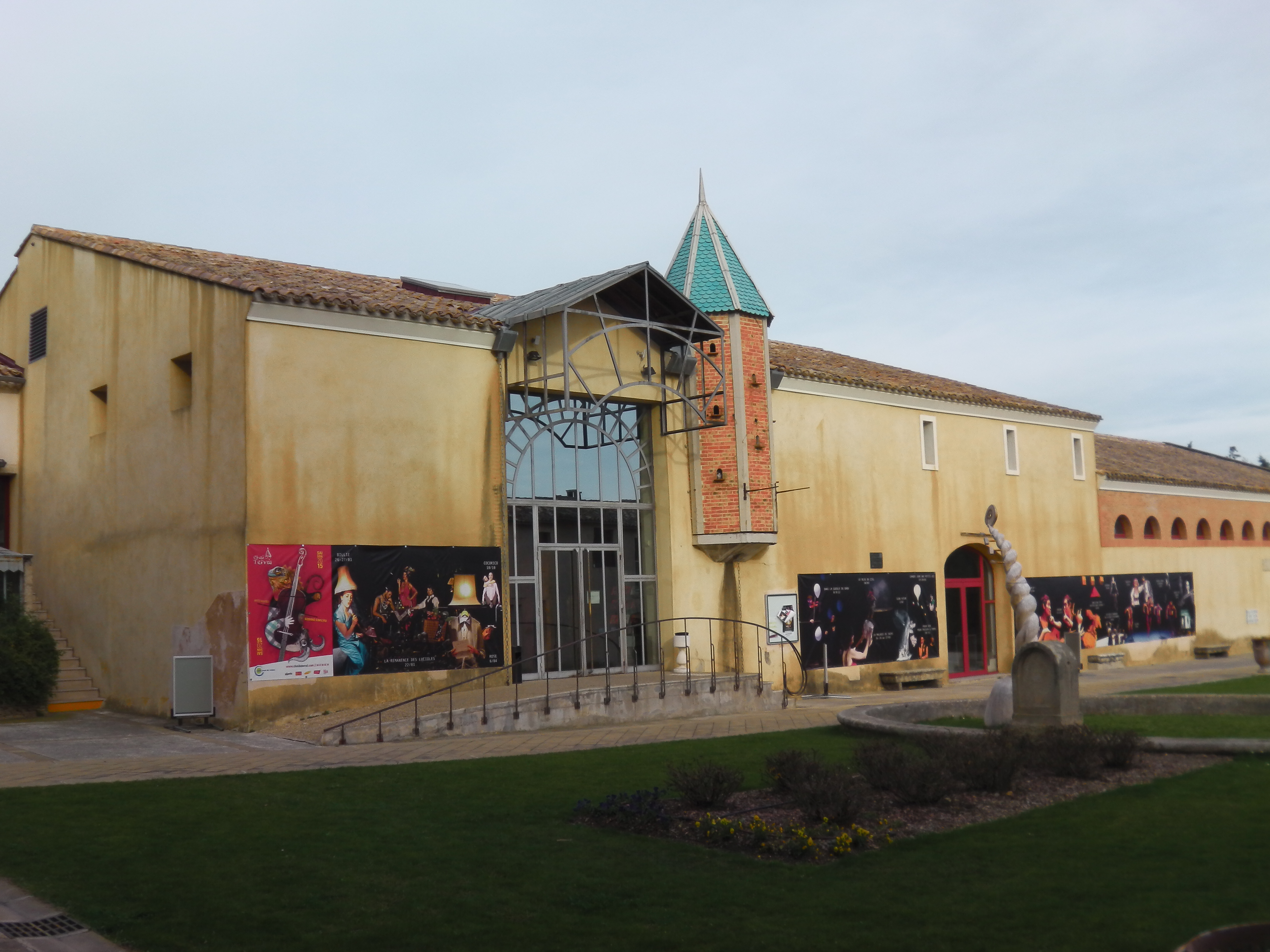
Le théâtre du Chai du Terral.
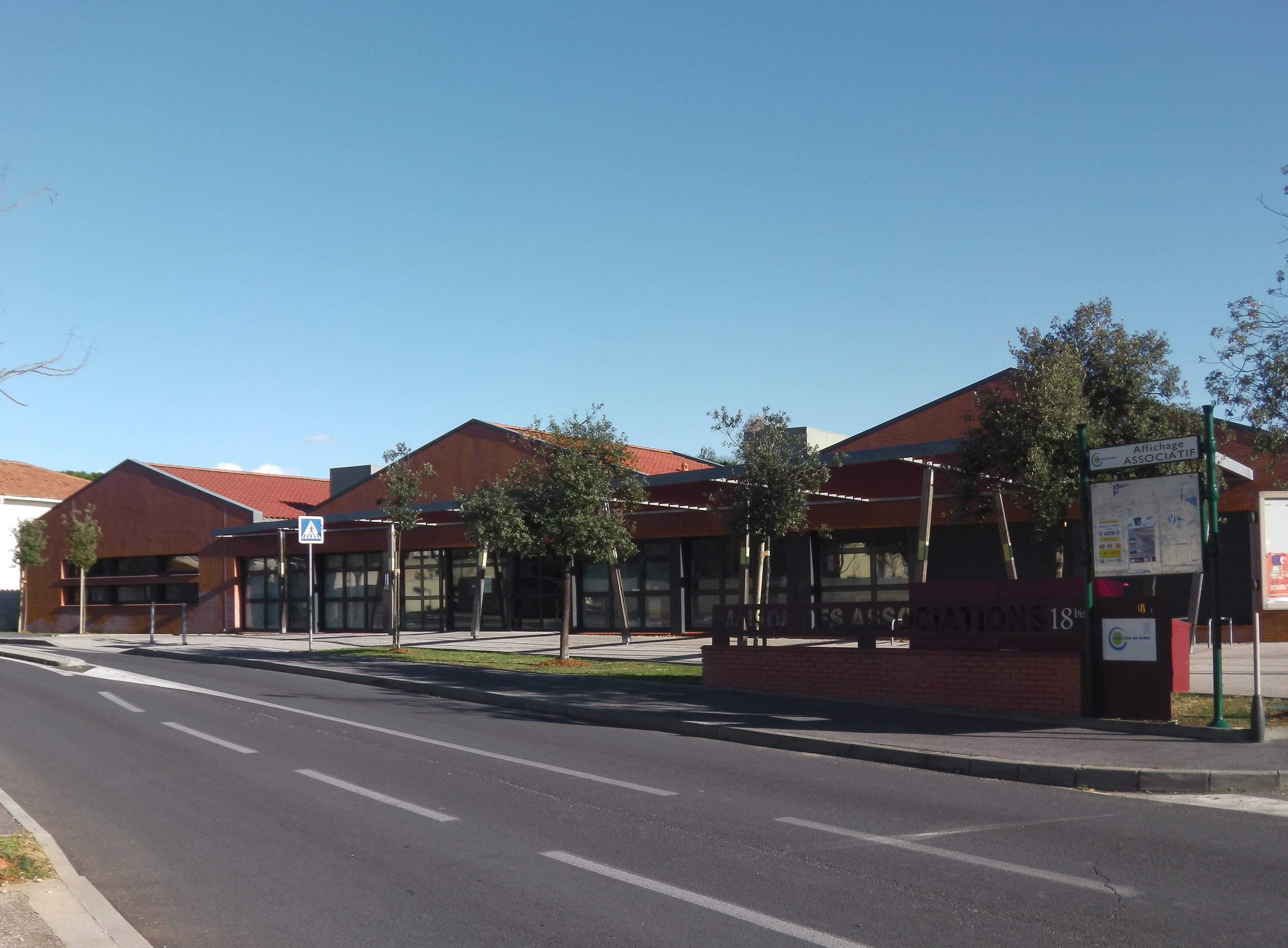
La Maison des Associations.
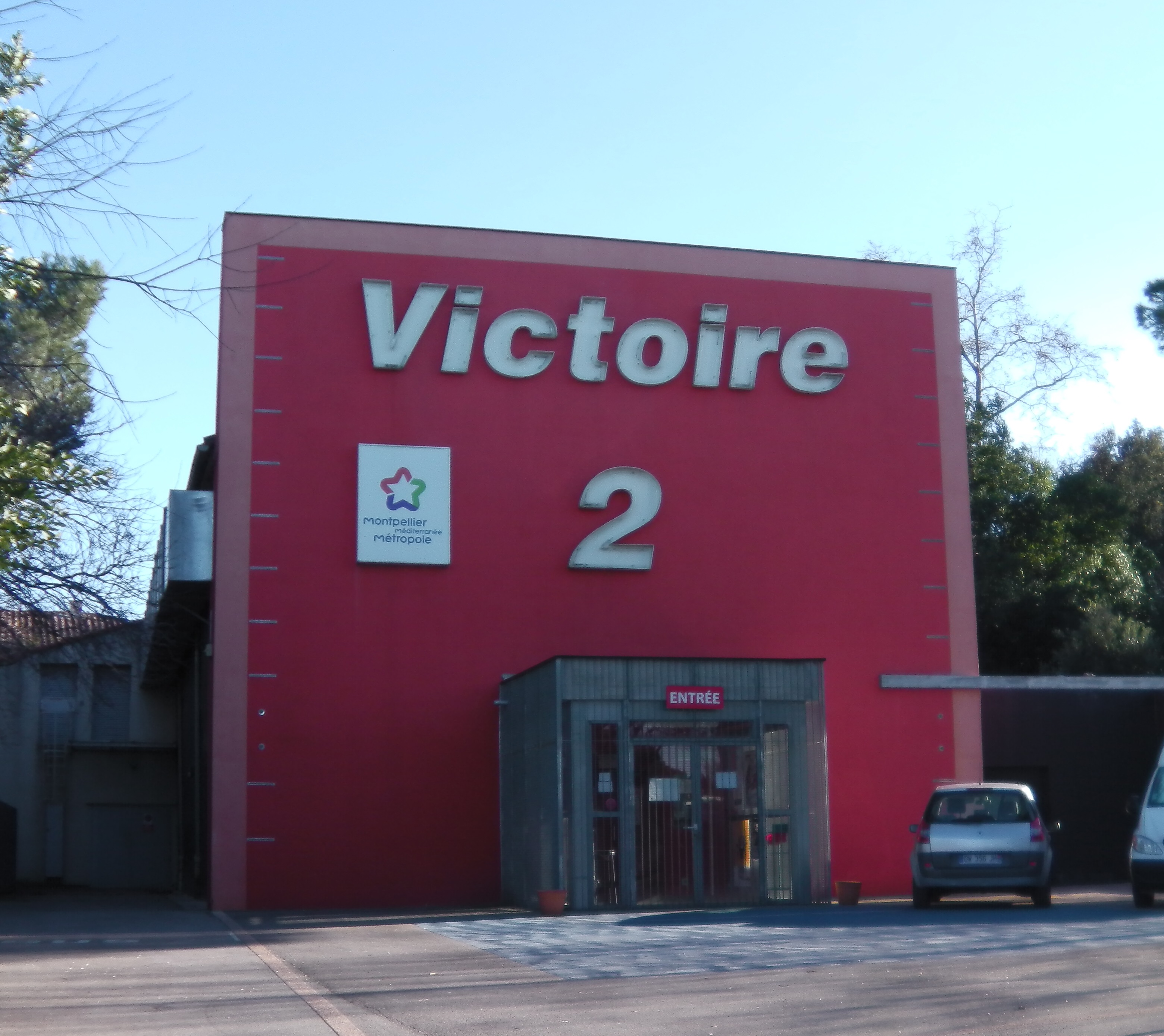
La salle de spectacle « Victoire 2 ».
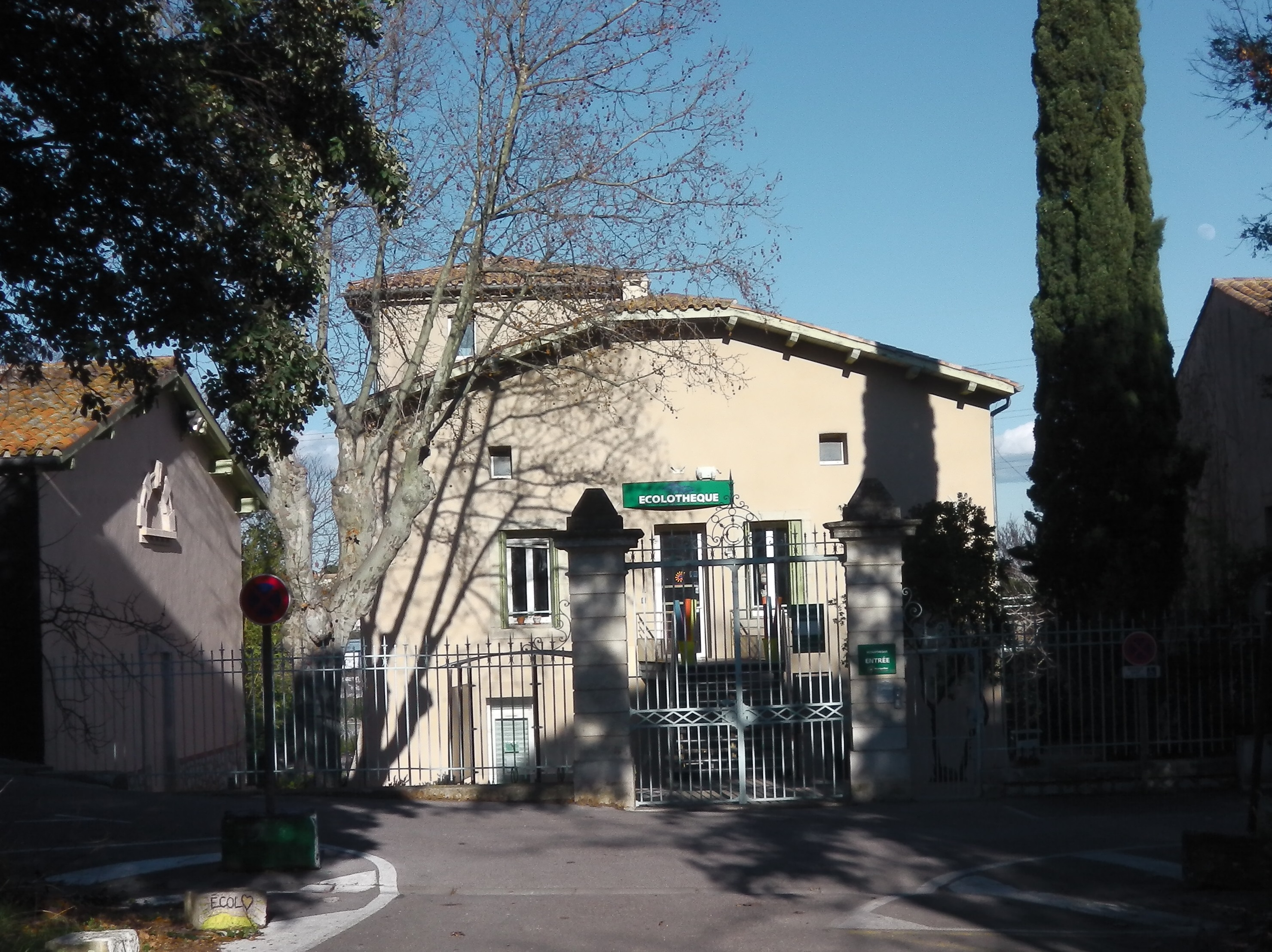
L'Ecolothèque du Mas de Grille.
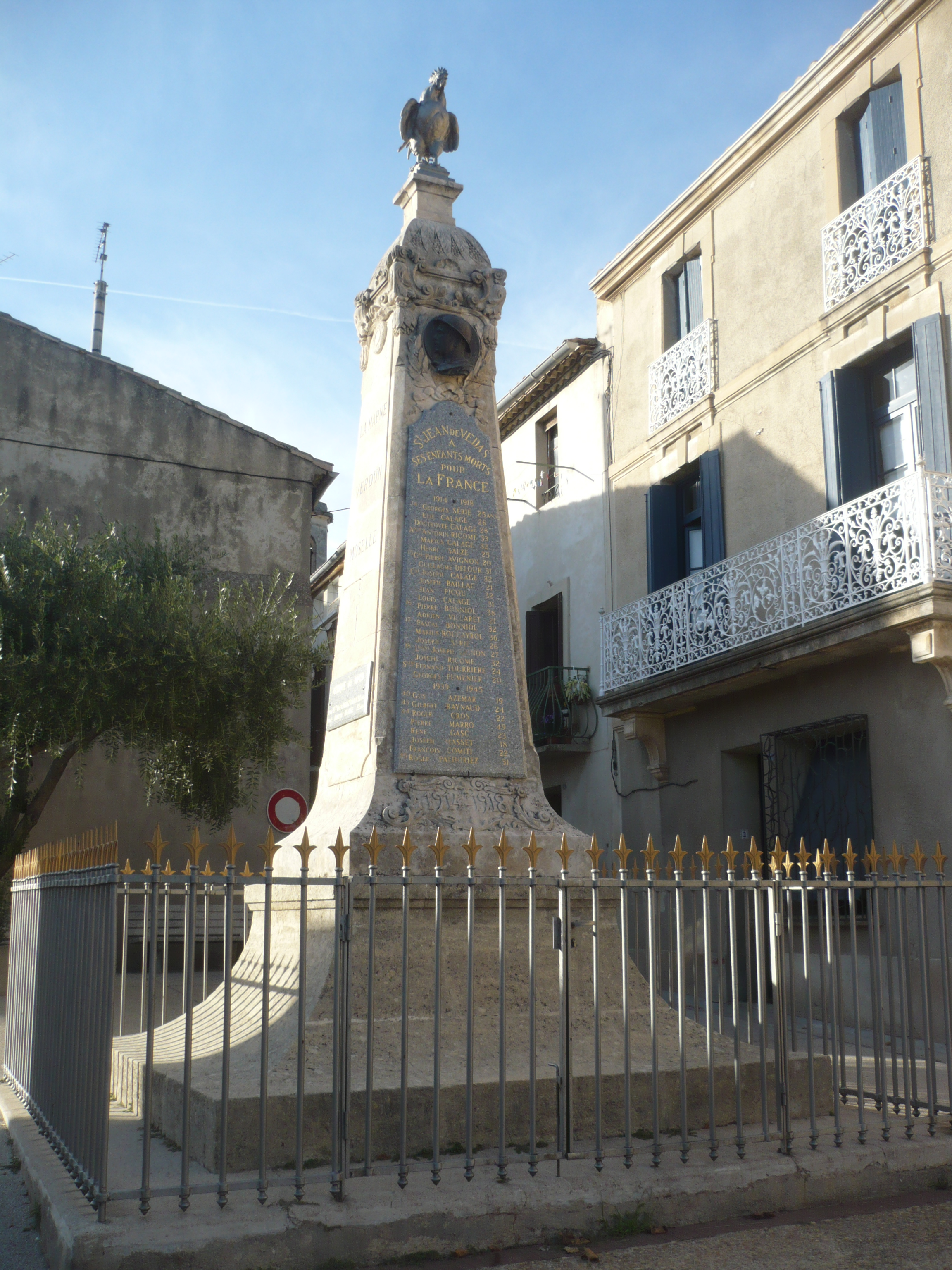
Le monument aux morts (place de la Liberté)[72].

### Parcs et jardins
- Le parc du Terral (attenant au château du Terral), 3 hectares comprenant notamment un parcours arboretum et un jardin des senteurs ;
- Le parc de la Peyrière, anciennes carrières de pierres transformée en parc public ;
- L'espace Mosson : grandes prairies, bordées par la Mosson et entourée de massifs forestiers aménagés ;
- Le parc de la Capoulière : un espace de 7 hectares dans le prolongement du Parc de la Peyrière.

### Personnalités liées à la commune
- Pierre-Joseph Cambon (1756-1820) : ancien propriétaire du domaine du Terral.
- Charles Huc (1808-1854) : banquier et homme politique, ancien propriétaire du domaine du Claud.
- Jacques Bonnier (1942-) : rejoneador né à Saint-Jean-de-Védas.
- Chantal Garrigues (1944-2018), actrice française, est inhumée au cimetière de l'Ortet de Saint-Jean-de-Védas.
- Noël Garrigues (1889-1952), peintre français, a vécu à Saint-Jean-de-Védas, où il est décédé et est inhumé au cimetière de l'Ortet de la commune.
- Alain Gilles (1945-2014), ancien basketteur français, a été adjoint au maire de Saint-Jean-de-Védas, délégué au sport de 2009 à 2014.
- Elza van den Heever  (1979- ), chanteuse soprano d'origine sud-africaine vivant à Saint-Jean-de-Védas.
- Jérôme Rota (1973-) : inventeur né à Saint-Jean-de-Védas.
- Tancrède Melet (1983-2016) : sportif français, a grandi à Saint-Jean-de-Védas.

### Héraldique et logotype
Héraldique
| Blason de Saint-Jean-de-Védas | Blason  | D'azur à Saint Jean Baptiste avec dans sa dextre une croix à laquelle pend une bannière et dans sa senestre un agneau, le tout d'or. |
| Blason de Saint-Jean-de-Védas | Détails | Le statut officiel du blason reste à déterminer.                                                                                     |

(Sur le blason tel qu'il a été inscrit dans les cahiers du Cabinet des Titres, de d'Hozier (Archives nationales), on voit bien la bannière accrochée à la croix.)
Logotype

Logos de la commune depuis 2009.
Logo de la commune de 2009 à 2022
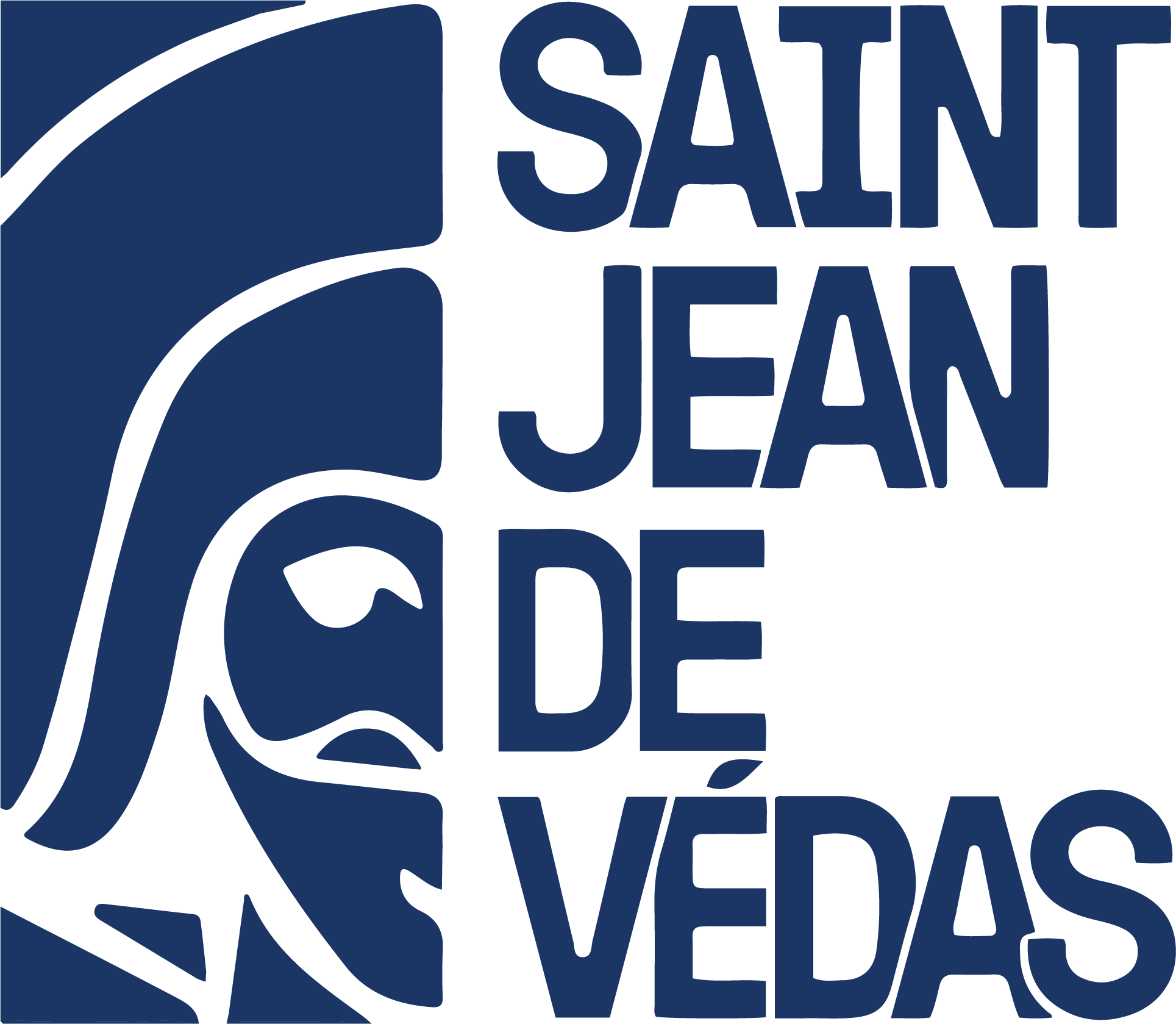
Logo représentant Jean le Baptiste depuis 2022